# Star Trek: Discovery
Star Trek: Discovery és una sèrie de televisió estatunidenca de ciència-ficció creada per Bryan Fuller i Alex Kurtzman per al servei de streaming CBS All Access (més tard rebatejat com a Paramount+). És la setena sèrie de Star Trek i es va emetre del 2017 al 2024. La sèrie segueix la tripulació de la nau estel·lar Discovery començant una dècada abans de La sèrie original al segle XXIII. Al final de la  segona temporada, viatgen al segle XXXII, que és l'escenari de les temporades posteriors.
Sonequa Martin-Green interpreta a Michael Burnham, un especialista en ciència de la Discovery que finalment es converteix en capità. Doug Jones, Shazad Latif, Anthony Rapp, Mary Wiseman, Jason Isaacs, Wilson Cruz, Anson Mount, David Ajala, Rachael Ancheril, Blu del Barrio, Tig Notaro i Callum Keith Rennie també tenen papers protagonistes al llarg de les cinc temporades.
La sèrie es va anunciar el novembre de 2015 com la primera sèrie de Star Trek des que Star Trek: Enterprise va concloure el 2005. Va ser produïda per CBS Studios en associació amb Secret Hideout i Roddenberry Entertainment. Inicialment, Fuller va ser designat com a productor creador, però va marxar a causa de diferències creatives amb CBS. Va ser substituït per Gretchen J. Berg i Aaron Harberts, amb el suport de producció d'Akiva Goldsman per a la primera temporada. Berg i Harberts van ser acomiadats per la CBS durant la producció de la segona temporada. Kurtzman va assumir el càrrec de productor creador i s'hi va unir Michelle Paradise a partir de la tercera temporada. Discovery presenta una narrativa més serialitzada que les sèries anteriors de Star Trek, però es va tornar més episòdica en temporades posteriors. El rodatge va tenir lloc als Pinewood Toronto Studios de Toronto, Canadà, i els dissenys de les franquícies existents es van reinventar amb tècniques i efectes visuals moderns.
Star Trek: Discovery es va estrenar el 24 de setembre de 2017 a CBS i CBS All Access i el dia 25 a Netflix per la resta del món. La resta de la primera temporada de 15 episodis es va estrenar setmanalment a All Access fins al febrer de 2018. La segona temporada de 14 episodis es va estrenar a All Access de gener a abril de 2019, i la tercera temporada de 13 episodis es va allargar d'octubre de 2020 a gener de 2021. La quarta temporada de 13 episodis es va estrenar a Paramount+ de novembre de 2021 a març de 2022, i la cinquena i última temporada de 10 episodis es va estrenar d'abril a maig de 2024.
L'estrena de la sèrie va generar un rècord de subscripcions a CBS All Access i es va convertir en la sèrie original més vista tant a All Access com a Paramount+. Ha rebut ressenyes positives dels crítics, que van destacar l'actuació de Martin-Green i el salt temporal al segle XXXII, així com nombrosos reconeixements, inclosos dos Primetime Creative Arts Emmy Awards pel seu maquillatge prostètic i efectes visuals. La sèrie va iniciar una expansió de la franquícia "Star Trek", incloent-hi la sèrie de curtmetratges complementària "Star Trek: Short Treks", la sèrie derivada "Star Trek: Strange New Worlds" i la pel·lícula derivada "Star Trek: Section 31". També s'han produït diversos mitjans de comunicació vinculats i dos aftershow oficials basats en la sèrie.

## Premissa
La sèrie comença uns deu anys abans dels esdeveniments de Star Trek: La sèrie original, quan les accions de la comandant Michael Burnham inicien una guerra entre la Federació Unida de Planetes i l'Imperi KlÍngon. És jutjada per un consell de guerra, desposseïda del seu rang i reassignada a l'USS Discovery, que té un mitjà de propulsió únic anomenat "motor d'espores". Després d'una aventura a l'univers mirall, Discovery ajuda a acabar la guerra klíngon. A la segona temporada investiguen set senyals misteriosos i una estranya figura coneguda com l'"Àngel Vermell", i lluiten contra una intel·ligència artificial rebel. Aquest conflicte acaba amb el viatge de la «Discovery» al segle XXXII, més de 900 anys en el seu futur.
L'USS «Discovery» troba la Federació fragmentada en el futur i investiga la causa d'un esdeveniment catastròfic conegut com la «Cremada» a la tercera temporada. Burnham és ascendit a capità de la «Discovery» al final de la temporada, i a la quarta temporada la tripulació ajuda a reconstruir la Federació mentre s'enfronta a una anomalia espacial creada per extraterrestres desconeguts que causa destrucció a tota la galàxia. A la cinquena temporada, la «Discovery» emprèn una aventura galàctica per trobar un misteriós poder antic que altres grups perillosos també busquen.

## Episodis
| Temporada | Temporada | Episodis | Episodis           | Dates d’emissió        | Dates d’emissió        | Dates d’emissió |
| Temporada | Temporada | Episodis | Episodis           | Primera emissió        | Última emissió         | Network         |
| --------- | --------- | -------- | ------------------ | ---------------------- | ---------------------- | --------------- |
|           | 1         | 15       | 9                  | 24 de setembre de 2017 | 12 de novembre de 2017 | CBS All Access  |
| 6         | 1         | 15       | 7 de gener de 2018 | 11 de febrer de 2018   |                        | CBS All Access  |
|           | 2         | 14       | 14                 | 17 de gener de 2019    | 18 d'abril de 2019     | CBS All Access  |
|           | 3         | 13       | 13                 | 15 d'octubre de 2020   | 7 de gener de 2021     | CBS All Access  |
|           | 4         | 13       | 13                 | 18 de novembre de 2021 | 17 de març de 2022     | Paramount+      |
|           | 5         | 10       | 10                 | 4 d'abril de 2024      | 30 de maig de 2024     | Paramount+      |

### Temporada 1 (2017–18)
| Capítol 1 |    |                                                    |                      | |                        |
| 1         | 1  | «The Vulcan Hello»                                 | David Semel          | Història de : Bryan Fuller & Alex Kurtzman Guió de : Akiva Goldsman & Bryan Fuller                                        | 24 de setembre de 2017 |
| 2         | 2  | «Battle at the Binary Stars»                       | Adam Kane            | Història de : Bryan Fuller Guió de : Gretchen J. Berg & Aaron Harberts                                                    | 24 de setembre de 2017 |
| 3         | 3  | «Context Is for Kings»                             | Akiva Goldsman       | Història de : Bryan Fuller & Gretchen J. Berg & Aaron Harberts Guió de : Gretchen J. Berg & Aaron Harberts & Craig Sweeny | 1 d'octubre de 2017    |
| 4         | 4  | «The Butcher's Knife Cares Not for the Lamb's Cry» | Olatunde Osunsanmi   | Jesse Alexander & Aron Eli Coleite                                                                                        | 8 d'octubre de 2017    |
| 5         | 5  | «Choose Your Pain»                                 | Lee Rose             | Història de : Gretchen J. Berg & Aaron Harberts & Kemp Powers Guió de : Kemp Powers                                       | 15 d'octubre de 2017   |
| 6         | 6  | «Lethe»                                            | Douglas Aarniokoski  | Joe Menosky & Ted Sullivan                                                                                                | 22 d'octubre de 2017   |
| 7         | 7  | «Magic to Make the Sanest Man Go Mad»              | David M. Barrett     | Aron Eli Coleite & Jesse Alexander                                                                                        | 29 d'octubre de 2017   |
| 8         | 8  | «Si Vis Pacem, Para Bellum»                        | John S. Scott        | Kirsten Beyer | 5 de novembre de 2017  |
| 9         | 9  | «Into the Forest I Go»                             | Chris Byrne          | Bo Yeon Kim & Erika Lippoldt                                                                                              | 12 de novembre de 2017 |
| Capítol 2 |    |                                                    |                      | |                        |
| 10        | 10 | «Despite Yourself»                                 | Jonathan Frakes      | Sean Cochran | 7 de gener de 2018     |
| 11        | 11 | «The Wolf Inside»                                  | T. J. Scott          | Lisa Randolph | 14 de gener de 2018    |
| 12        | 12 | «Vaulting Ambition»                                | Hanelle M. Culpepper | Jordon Nardino | 21 de gener de 2018    |
| 13        | 13 | «What's Past Is Prologue»                          | Olatunde Osunsanmi   | Ted Sullivan | 28 de gener de 2018    |
| 14        | 14 | «The War Without, The War Within»                  | David Solomon        | Lisa Randolph | 4 de febrer de 2018    |
| 15        | 15 | «Will You Take My Hand?»                           | Akiva Goldsman       | Història de : Akiva Goldsman & Gretchen J. Berg & Aaron Harberts Guió de : Gretchen J. Berg & Aaron Harberts              | 11 de febrer de 2018   |

1. ↑  El primer episodi va tenir una estrena especial a la CBS juntament amb la seva estrena a CBS All Access.[11][12]

### Temporada 2 (2019)
| Núm. total | Núm. de la temporada | Títol                           | Direcció             | Guió | Data d'emissió original |
| ---------- | -------------------- | ------------------------------- | -------------------- | --- | ----------------------- |
| 16         | 1                    | «Brother»                       | Alex Kurtzman        | Ted Sullivan & Gretchen J. Berg & Aaron Harberts                                                          | 17 de gener de 2019     |
| 17         | 2                    | «New Eden»                      | Jonathan Frakes      | Història de : Akiva Goldsman & Sean Cochran Guió de : Vaun Wilmott & Sean Cochran                         | 24 de gener de 2019     |
| 18         | 3                    | «Point of Light»                | Olatunde Osunsanmi   | Andrew Colville                                                                                           | 31 de gener de 2019     |
| 19         | 4                    | «An Obol for Charon»            | Lee Rose             | Història de : Jordon Nardino & Gretchen J. Berg & Aaron Harberts Guió de : Alan McElroy & Andrew Colville | 7 de febrer de 2019     |
| 20         | 5                    | «Saints of Imperfection»        | David Barrett        | Kirsten Beyer                                                                                             | 14 de febrer de 2019    |
| 21         | 6                    | «The Sound of Thunder»          | Douglas Aarniokoski  | Bo Yeon Kim & Erika Lippoldt                                                                              | 21 de febrer de 2019    |
| 22         | 7                    | «Light and Shadows»             | Marta Cunningham     | Història de : Ted Sullivan & Vaun Wilmott Guió de : Ted Sullivan                                          | 28 de febrer de 2019    |
| 23         | 8                    | «If Memory Serves»              | T. J. Scott          | Dan Dworkin & Jay Beattie                                                                                 | 7 de març de 2019       |
| 24         | 9                    | «Project Daedalus»              | Jonathan Frakes      | Michelle Paradise                                                                                         | 14 de març de 2019      |
| 25         | 10                   | «The Red Angel»                 | Hanelle M. Culpepper | Chris Silvestri & Anthony Maranville                                                                      | 21 de març de 2019      |
| 26         | 11                   | «Perpetual Infinity»            | Maja Vrvilo          | Alan McElroy & Brandon Schultz                                                                            | 28 de març de 2019      |
| 27         | 12                   | «Through the Valley of Shadows» | Douglas Aarniokoski  | Bo Yeon Kim & Erika Lippoldt                                                                              | 4 d'abril de 2019       |
| 28         | 13                   | «Such Sweet Sorrow»             | Olatunde Osunsanmi   | Michelle Paradise & Jenny Lumet & Alex Kurtzman                                                           | 11 d'abril de 2019      |
| 29         | 14                   | «Such Sweet Sorrow»             | Olatunde Osunsanmi   | Michelle Paradise & Jenny Lumet & Alex Kurtzman                                                           | 18 d'abril de 2019      |

### Temporada 3 (2020–21)
| Núm. total | Núm. de la temporada | Títol                      | Direcció             | Guió                                                        | Data d'emissió original |
| ---------- | -------------------- | -------------------------- | -------------------- | ----------------------------------------------------------- | ----------------------- |
| 30         | 1                    | «That Hope Is You, Part 1» | Olatunde Osunsanmi   | Michelle Paradise & Jenny Lumet & Alex Kurtzman             | 15 d'octubre de 2020    |
| 31         | 2                    | «Far from Home»            | Olatunde Osunsanmi   | Michelle Paradise & Jenny Lumet & Alex Kurtzman             | 22 d'octubre de 2020    |
| 32         | 3                    | «People of Earth»          | Jonathan Frakes      | Bo Yeon Kim & Erika Lippoldt                                | 29 d'octubre de 2020    |
| 33         | 4                    | «Forget Me Not»            | Hanelle M. Culpepper | Alan McElroy & Chris Silvestri & Anthony Maranville         | 5 de novembre de 2020   |
| 34         | 5                    | «Die Trying»               | Maja Vrvilo          | James Duff & Sean Cochran                                   | 12 de novembre de 2020  |
| 35         | 6                    | «Scavengers»               | Douglas Aarniokoski  | Anne Cofell Saunders                                        | 19 de novembre de 2020  |
| 36         | 7                    | «Unification III»          | Jon Dudkowski        | Kirsten Beyer                                               | 26 de novembre de 2020  |
| 37         | 8                    | «The Sanctuary»            | Jonathan Frakes      | Kenneth Lin & Brandon Schultz                               | 3 de desembre de 2020   |
| 38         | 9                    | «Terra Firma»              | Omar Madha           | Bo Yeon Kim & Erika Lippoldt & Alan McElroy                 | 10 de desembre de 2020  |
| 39         | 10                   | «Terra Firma»              | Chloe Domont         | Bo Yeon Kim & Erika Lippoldt & Alan McElroy/Kalinda Vazquez | 17 de desembre de 2020  |
| 40         | 11                   | «Su'Kal»                   | Norma Bailey         | Anne Cofell Saunders                                        | 24 de desembre de 2020  |
| 41         | 12                   | «There Is a Tide...»       | Jonathan Frakes      | Kenneth Lin                                                 | 31 de desembre de 2020  |
| 42         | 13                   | «That Hope Is You, Part 2» | Olatunde Osunsanmi   | Michelle Paradise                                           | 7 de gener de 2021      |

### Temporada 4 (2021–22)
| Núm. total | Núm. de la temporada | Títol                  | Direcció                           | Guió                                            | Data d'emissió original |
| ---------- | -------------------- | ---------------------- | ---------------------------------- | ----------------------------------------------- | ----------------------- |
| 43         | 1                    | «Kobayashi Maru»       | Olatunde Osunsanmi                 | Michelle Paradise & Jenny Lumet & Alex Kurtzman | 18 de novembre de 2021  |
| 44         | 2                    | «Anomaly»              | Olatunde Osunsanmi                 | Anne Cofell Saunders & Glenise Mullins          | 25 de novembre de 2021  |
| 45         | 3                    | «Choose to Live»       | Christopher J. Byrne               | Terri Hughes Burton                             | 2 de desembre de 2021   |
| 46         | 4                    | «All Is Possible»      | John Ottman                        | Alan McElroy & Eric J. Robbins                  | 9 de desembre de 2021   |
| 47         | 5                    | «The Examples»         | Lee Rose                           | Kyle Jarrow                                     | 16 de desembre de 2021  |
| 48         | 6                    | «Stormy Weather»       | Jonathan Frakes                    | Anne Cofell Saunders & Brandon Schultz          | 23 de desembre de 2021  |
| 49         | 7                    | «...But to Connect»    | Lee Rose                           | Terri Hughes Burton & Carlos Cisco              | 30 de desembre de 2021  |
| 50         | 8                    | «All In»               | Christopher J. Byrne & Jen McGowan | Sean Cochran                                    | 10 de febrer de 2022    |
| 51         | 9                    | «Rubicon»              | Andi Armaganian                    | Alan McElroy                                    | 17 de febrer de 2022    |
| 52         | 10                   | «The Galactic Barrier» | Deborah Kampmeier                  | Anne Cofell Saunders                            | 24 de febrer de 2022    |
| 53         | 11                   | «Rosetta»              | Jeff Byrd & Jen McGowan            | Terri Hughes Burton                             | 3 de març de 2022       |
| 54         | 12                   | «Species Ten-C»        | Olatunde Osunsanmi                 | Kyle Jarrow                                     | 10 de març de 2022      |
| 55         | 13                   | «Coming Home»          | Olatunde Osunsanmi                 | Michelle Paradise                               | 17 de març de 2022      |

### Temporada 5 (2024)
| Núm. total | Núm. de la temporada | Títol                  | Direcció              | Guió                               | Data d'emissió original |
| ---------- | -------------------- | ---------------------- | --------------------- | ---------------------------------- | ----------------------- |
| 56         | 1                    | «Red Directive»        | Olatunde Osunsanmi    | Michelle Paradise                  | 4 d'abril de 2024       |
| 57         | 2                    | «Under the Twin Moons» | Doug Aarniokoski      | Alan McElroy                       | 4 d'abril de 2024       |
| 58         | 3                    | «Jinaal»               | Andi Armaganian       | Kyle Jarrow & Lauren Wilkinson     | 11 d'abril de 2024      |
| 59         | 4                    | «Face the Strange»     | Lee Rose              | Sean Cochran                       | 18 d'abril de 2024      |
| 60         | 5                    | «Mirrors»              | Jen McGowan           | Johanna Lee & Carlos Cisco         | 25 d'abril de 2024      |
| 61         | 6                    | «Whistlespeak»         | Chris Byrne           | Kenneth Lin & Brandon Schultz      | 2 de maig de 2024       |
| 62         | 7                    | «Erigah»               | Jon Dudkowski         | M. Raven Metzner                   | 9 de maig de 2024       |
| 63         | 8                    | «Labyrinths»           | Emmanuel Osei-Kuffour | Lauren Wilkinson & Eric J. Robbins | 16 de maig de 2024      |
| 64         | 9                    | «Lagrange Point»       | Jonathan Frakes       | Sean Cochran & Ari Friedman        | 23 de maig de 2024      |
| 65         | 10                   | «Life, Itself»         | Olatunde Osunsanmi    | Kyle Jarrow & Michelle Paradise    | 30 de maig de 2024      |

## Repartiment i personatges
- Sonequa Martin-Green com a Michael Burnham:
Una especialista científica a l'U.S.S. Discovery que és ascendida a capità al final de la tercera temporada.[13] Burnham és una humana que va ser criada seguint la cultura i les tradicions vulcanianes per Sarek,[14][15] convertint-la en la germana adoptiva del conegut personatge de Star Trek Spock;[16] el motiu pel qual Spock no esmenta Burnham en altres mitjans de Star Trek s'explica a la segona temporada.[17] Una protagonista que no és capità va ser escollida per donar a la sèrie una perspectiva diferent de les sèries anteriors de Star Trek,[9] però els guionistes sempre van saber que finalment es convertiria en capitana.[18][19] Malgrat la seva educació vulcaniana basada en la lògica, Burnham té un costat rebel que conserva fins i tot quan es torna més vulnerable al llarg de la sèrie.[20] El cocreador Bryan Fuller va optar per donar al personatge un nom tradicionalment masculí, com també havia fet amb les protagonistes femenines en tres de les seves sèries anteriors.[21]
- Doug Jones com a Saru:
Primer oficial de l'USS Discovery que es converteix en capità per a la tercera temporada.[22][23] Saru és el primer kelpià a entrar a la Flota Estel·lar. Una nova espècie creada per a «Discovery», els kelpians eren caçats com a preses al seu planeta natal i, per tant, van desenvolupar la capacitat de percebre l'arribada del perill.[24] S'utilitzen pròtesis per representar en Saru, i inicialment es trigaven més de tres hores a aplicar-se a Jones cada dia de rodatge.[25] Jones va basar la manera de caminar d'en Saru en la d'una supermodel,[15] per necessitat a causa de les botes que portava per representar els peus ungulats del personatge.[26] Els productors van comparar en Saru amb els personatges Spock i Data de les sèries anteriors de «Star Trek».[24]
- Shazad Latif com a Voq / Ash Tyler (temporades 1-2):
Voq, un klíngon albí, se sotmet a una cirurgia extensa per fer-se passar per l'Ash Tyler humà. Esdevé cap de seguretat de Discovery,[27][28] i comença una relació amb Burnham.[29] L'accent de Voq és d'inspiració àrab, i Latif va intentar mantenir una "faringalització" a l'accent americà de Tyler. Per ocultar al públic que Voq i Tyler van ser interpretats pel mateix actor, Latif va ser acreditat sota el pseudònim "Javid Iqbal" per algunes de les seves aparicions com a Voq a la primera temporada.[27] Per a la segona temporada, Latif va sentir que estava interpretant un tercer personatge que fusionava Voq i Tyler de manera similar a Bruce Banner i Hulk a Marvel Comics.[30]
- Anthony Rapp com a Paul Stamets:
Enginyer en cap a bord de la Discovery i oficial científic especialitzat en astromicologia (l'estudi dels fongs a l'espai) que va desenvolupar el sistema de propulsió orgànica experimental de la Discovery (el "motor d'espores").[22][31][32] El personatge està inspirat en un micòleg de la vida real amb el mateix nom, Paul Stamets.[33] És el primer personatge obertament gai d'una sèrie de "Star Trek". Rapp va reconèixer que Hikaru Sulu és retratat com a gai a la pel·lícula Star Trek Beyond (2016), i va qualificar-ho de "bon homenatge", però va dir que la sèrie realment exploraria Stamets i la seva parella "en conversa, als nostres allotjaments; pots veure la nostra relació al llarg del temps, tractada com qualsevol altra relació seria tractada".[34]
- Mary Wiseman com a Sylvia Tilly:
Una alferes a bord del Discovery[35][36] que treballa a les ordres de Stamets i inicialment és la companya d'habitació de Burnham.[36] El personatge estava destinat a representar les persones a la part inferior de la jerarquia de la Flota Estel·lar, i el co-productor de la primera temporada, Aaron Harberts, va dir que era l'"ànima" de la sèrie.[37] És ascendida temporalment a primera oficial per Saru a la tercera temporada,[38] i decideix deixar la nau a la quarta per convertir-se en professora a l'Acadèmia de la Flota Estel·lar.[39]
- Jason Isaacs com a Gabriel Lorca (temporada 1):
Capità del Discovery a la primera temporada[40] que va ser descrit com un "brillant tàctic militar".[41] Isaacs va dir que el personatge estava "probablement més fotut que qualsevol dels capitans de Star Trek vistos anteriorment"[15] Interpreta el personatge amb un lleuger accent del sud dels Estats Units, i inicialment va improvisar la frase "git'r done" abans que els guionistes assenyalessin que ja era àmpliament utilitzada i tenia drets d'autor de Larry the Cable Guy.[42]
- Wilson Cruz com a Hugh Culber:
Oficial mèdic a bord del Discovery i marit de Stamets.[43] Cruz va dir que interpretar la primera parella obertament gai a Star Trek era "molt esperat" i va elogiar la manera subtil en què la sèrie va explorar la seva relació.[44] El personatge mor a la primera temporada, però torna d'entre els morts a la segona[45] i posteriorment passa per un creixement posttraumàtic. Esdevé un defensor de la salut mental de la tripulació a la tercera temporada.[46]
- Anson Mount com a Christopher Pike (temporada 2):
Capità de lU.S.S. Enterprise que pren el comandament temporal del Discovery a la segona temporada.[47] Mount va descriure Pike com "molt segons les normes" i una bona persona, mentre que els productors executius Heather Kadin i Alex Kurtzman van dir que era el contrari de Lorca amb "prou confiança i autoritat per demanar disculpes quan s'equivoca".[48] Mount no va intentar imitar l'actuació de l'actor original de Pike Jeffrey Hunter de La sèrie original.[47]
- David Ajala com a Cleveland "Book" Booker (temporades 3-5):
La primera persona que Burnham es troba al segle XXXII,[49] El llibre ajuda a introduir el nou escenari futur de la tercera temporada.[18] És un "missatger", un comerciant independent, i es converteix en un interès amorós per a Burnham, que els guionistes esperaven que tragués a la llum nous aspectes del seu personatge en contrast amb la seva tumultuosa relació amb Ash Tyler a les temporades anteriors.[50] Els productors es van inspirar en el personatge de Star Wars Han Solo per al llibre, especialment per al seu vestuari.[51] El personatge té un gat anomenat Grudge que és interpretat per dos Maine Coon, Leeu i Durban. Fan un metre de llarg i pesen 8,2 quilos.[52][53]
- Rachael Ancheril com a Nhan (temporades 2-5):
Una antiga membre de la tripulació de l'«Enterprise» que es converteix en cap de seguretat de la «Discovery» a la segona temporada.[54] Nhan abandona la nau a la tercera temporada durant el segle XXXII.[55]
- Blu del Barrio com a Adira Tal (temporades 3-5):
Una humana que s'ha unit a un simbiont Trill. L'Adira és el primer personatge obertament no binari que apareix en una sèrie de Star Trek,[56][57] i els guionistes van treballar amb del Barrio i l'organització LGBTQ GLAAD de monitorització dels mitjans de comunicació en el desenvolupament del personatge, ja que no hi havia guionistes no binaris a la sèrie.[58] L'Adira i el seu xicot transgènere Gray (interpretat per Ian Alexander) formen una "unitat familiar" amb Stamets i Culber en temporades posteriors.[13]
- Tig Notaro com a Jett Reno (temporades 2-5):
Una enginyer que s'uneix a Discovery a la segona temporada.[59][60] Notaro era amiga de molt de temps de Kurtzman quan li va demanar que s'unís a la sèrie com a relleu còmic.[61] El personatge originalment es deia Denise Reno,[62] però ella va poder canviar el nom i va triar "Jett" per la cantant Joan Jett.[61] Per adaptar-se a l'agenda atapeïda de monòlegs còmics i altres projectes de Notaro,[59] va filmar les seves escenes de diferents episodis alhora.[63]
- Callum Keith Rennie com a Rayner (temporada 5):
Un capità de la Flota Estel·lar en temps de guerra que lluita per adaptar-se a la pau.[64] Rayner és un Kellerun, una espècie que anteriorment només apareixia a l'episodi de Star Trek: Deep Space Nine "Armageddon Game".[65]

El repartiment
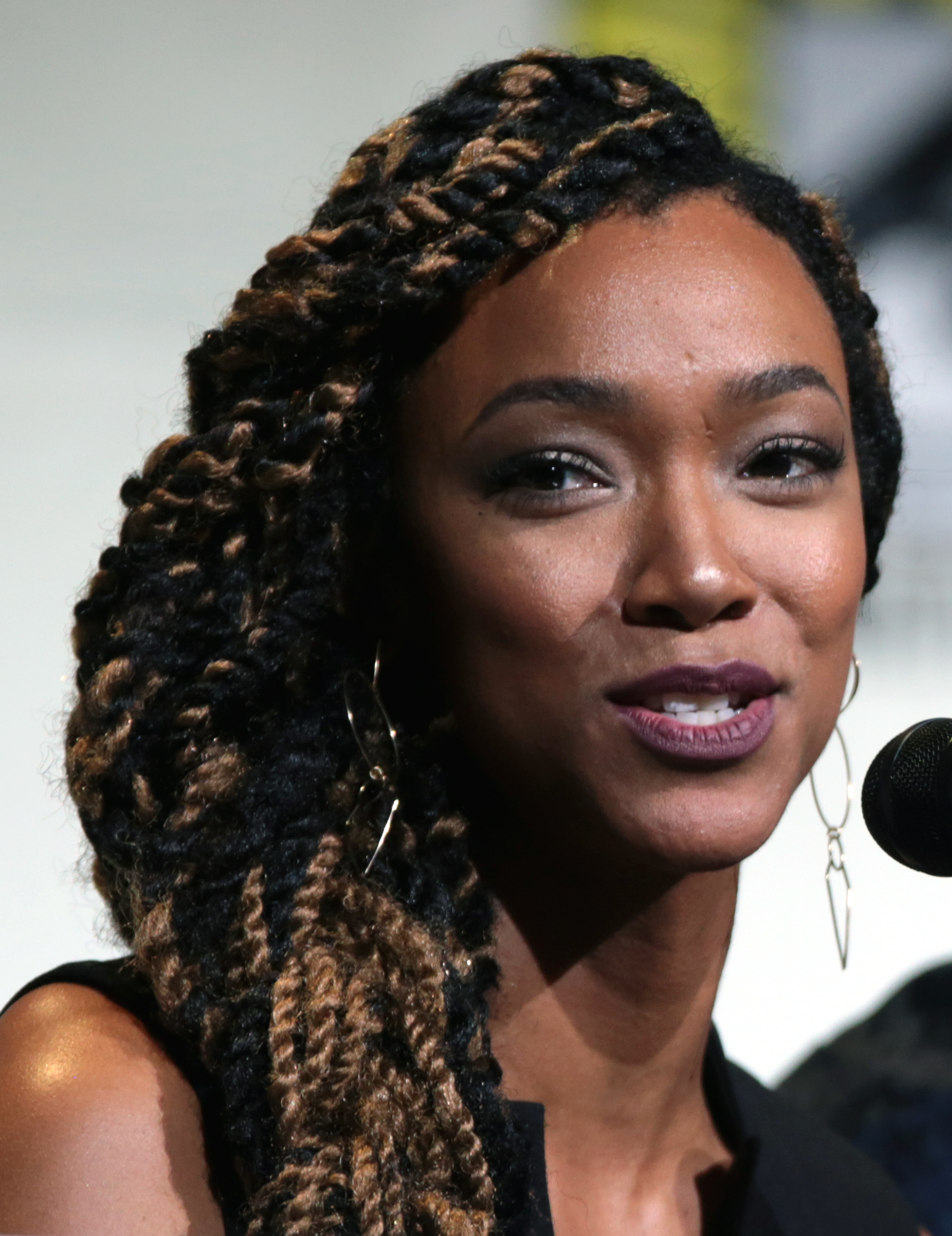
Sonequa Martin-Green, interpreta a Michael Burnham
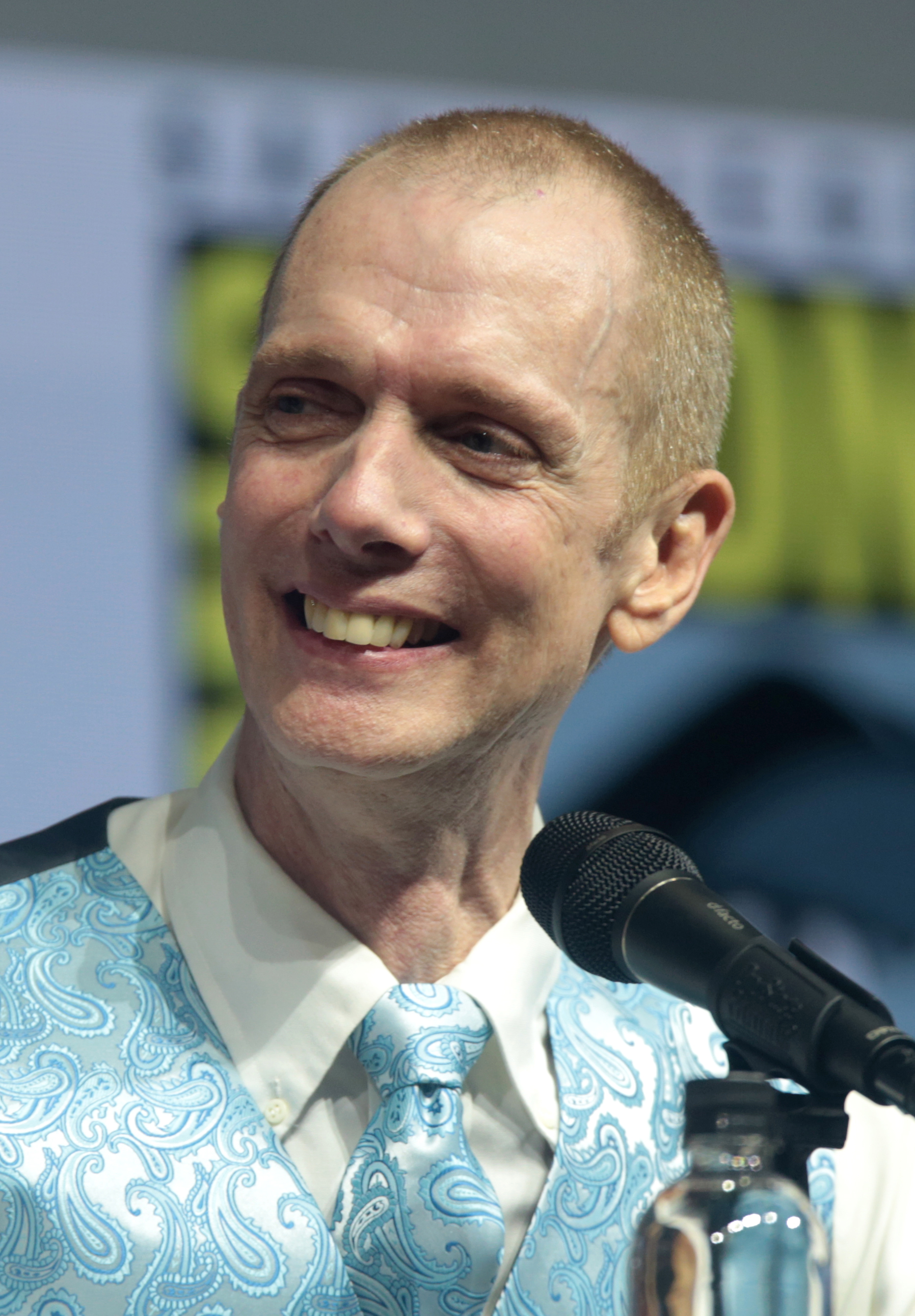
Doug Jones, interpreta a Saru
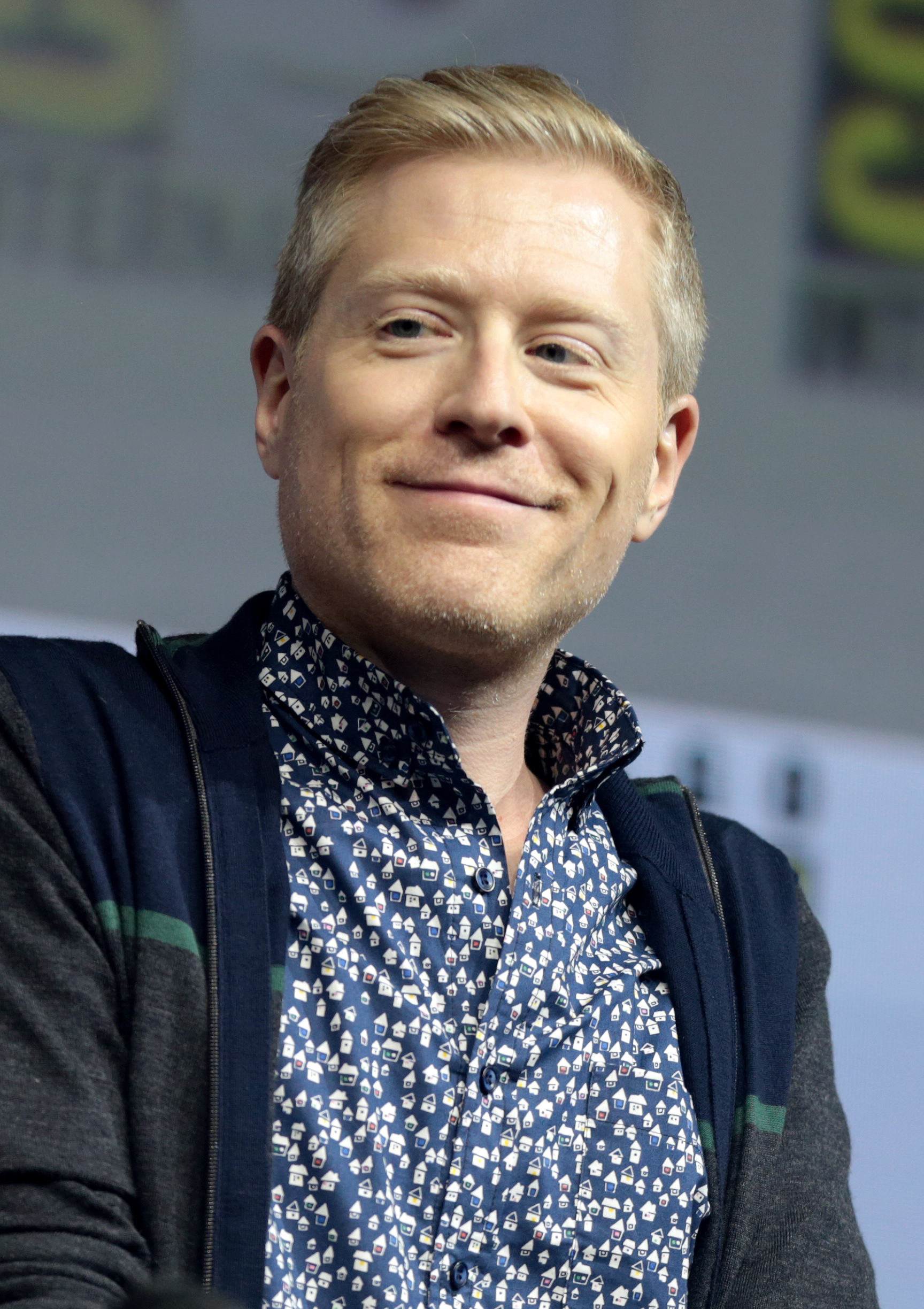
Anthony Rapp, interpreta a Paul Stamets
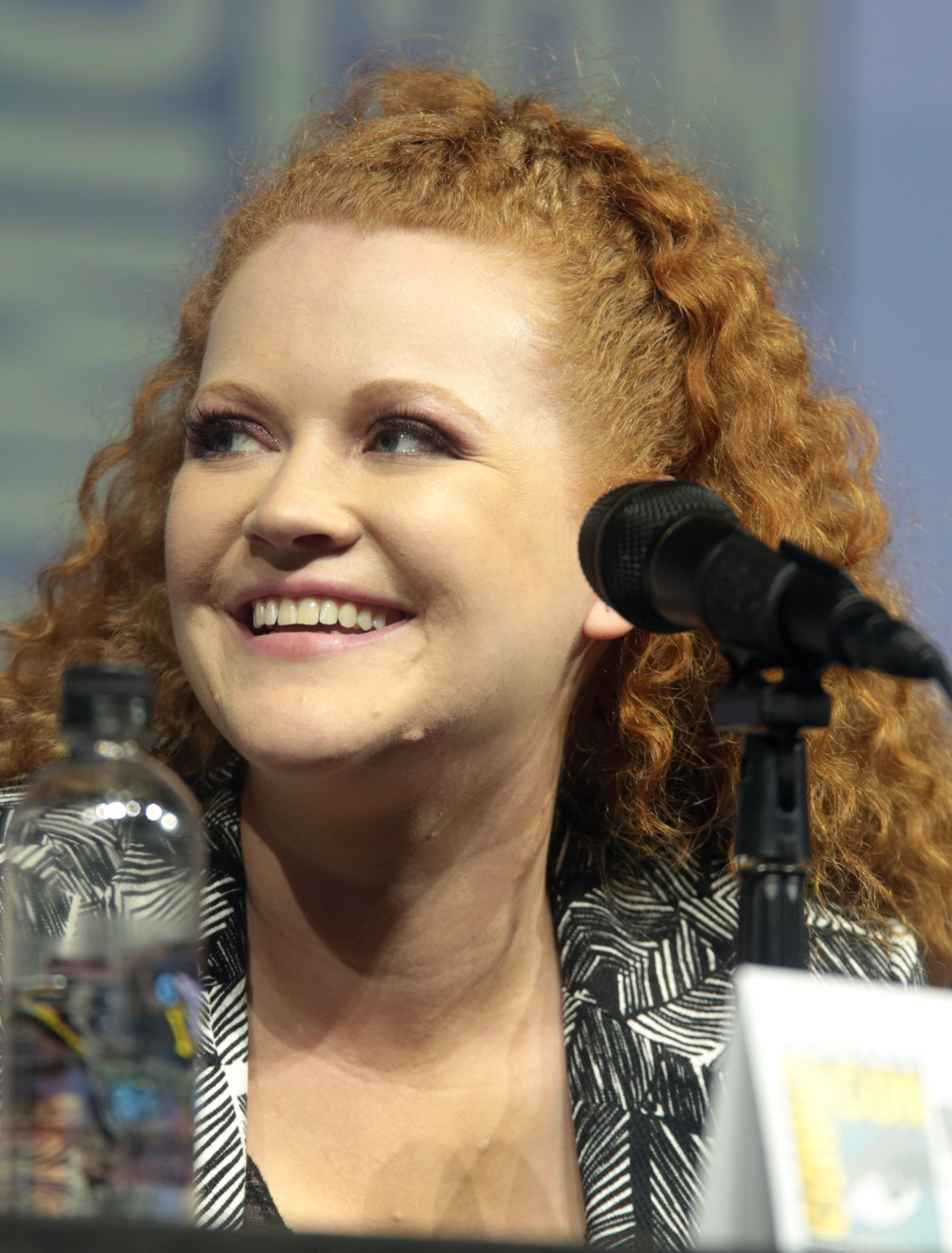
Mary Wiseman, interpreta a Sylvia Tilly
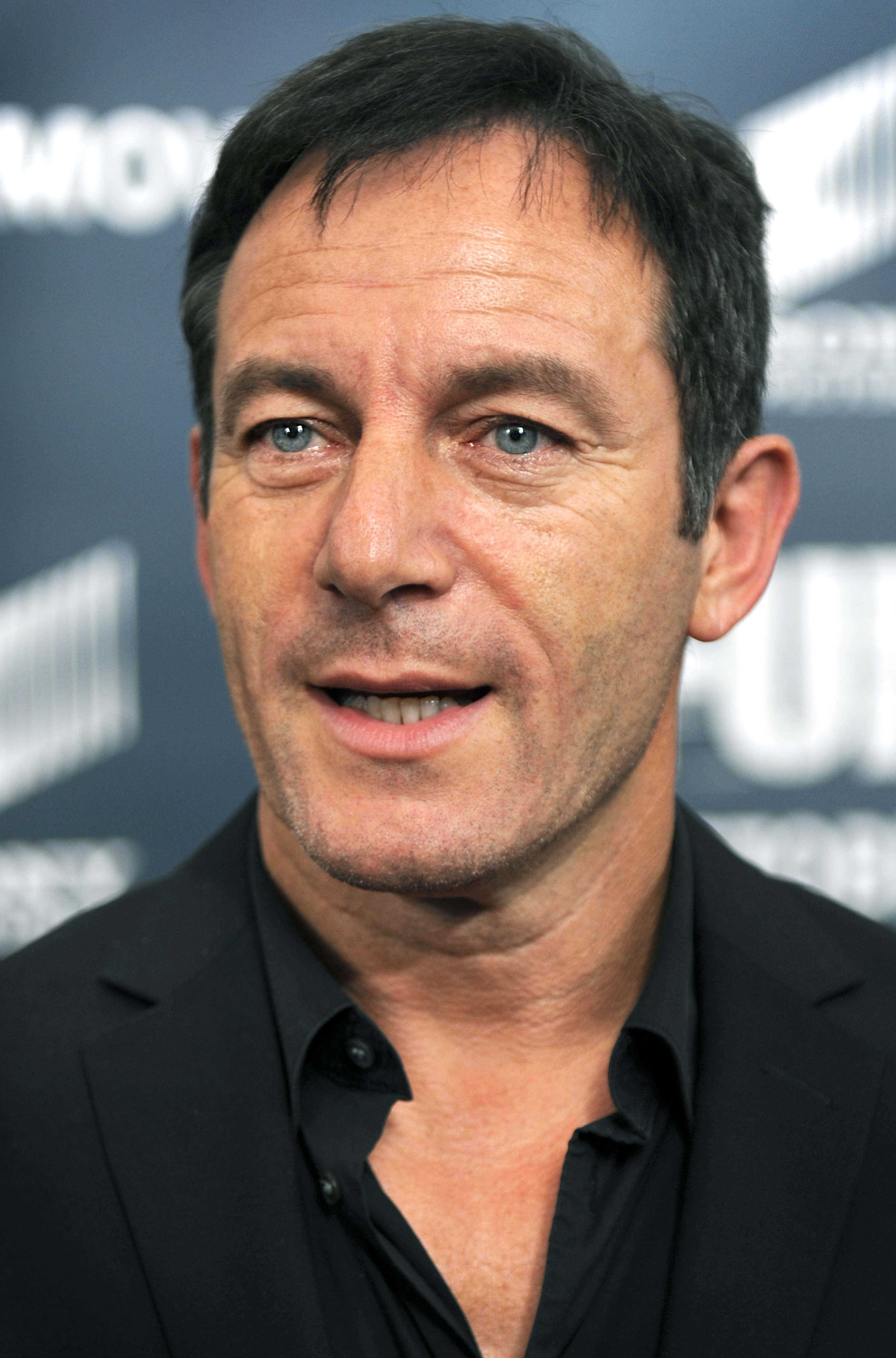
Jason Isaacs, interpreta a Gabriel Lorca
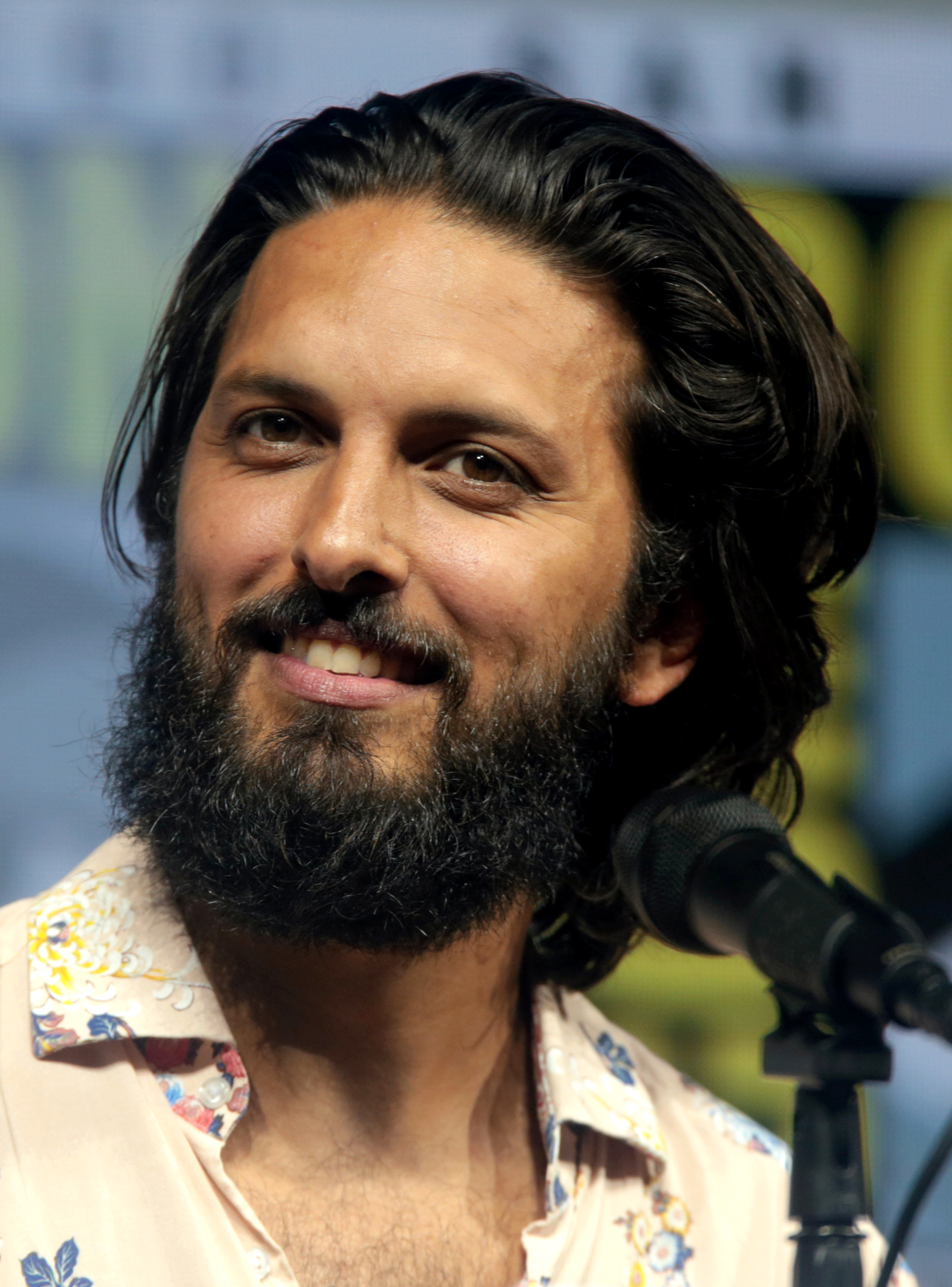
Shazad Latif, interpreta a Ash Tyler i Voq
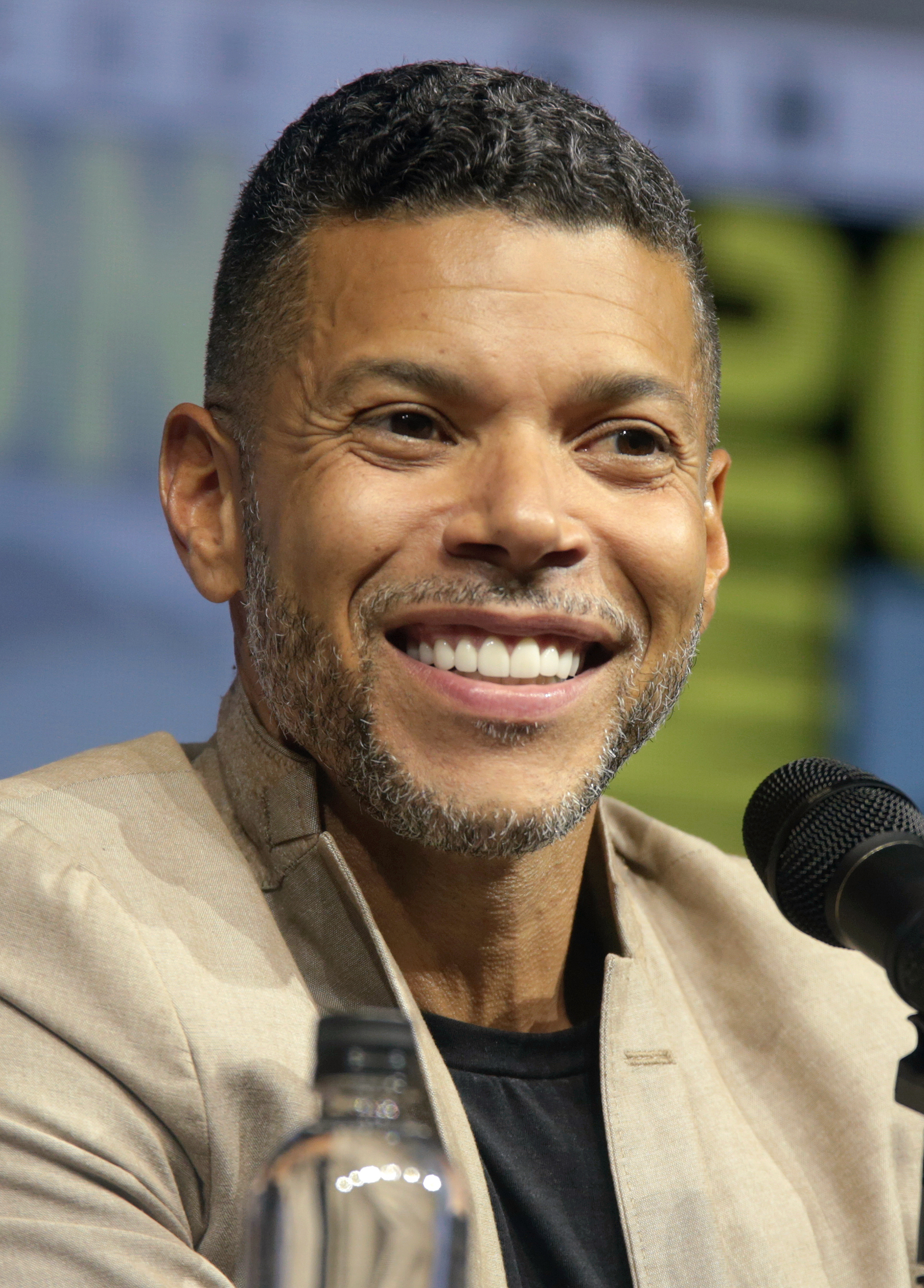
Wilson Cruz, interpreta a Hugh Culber
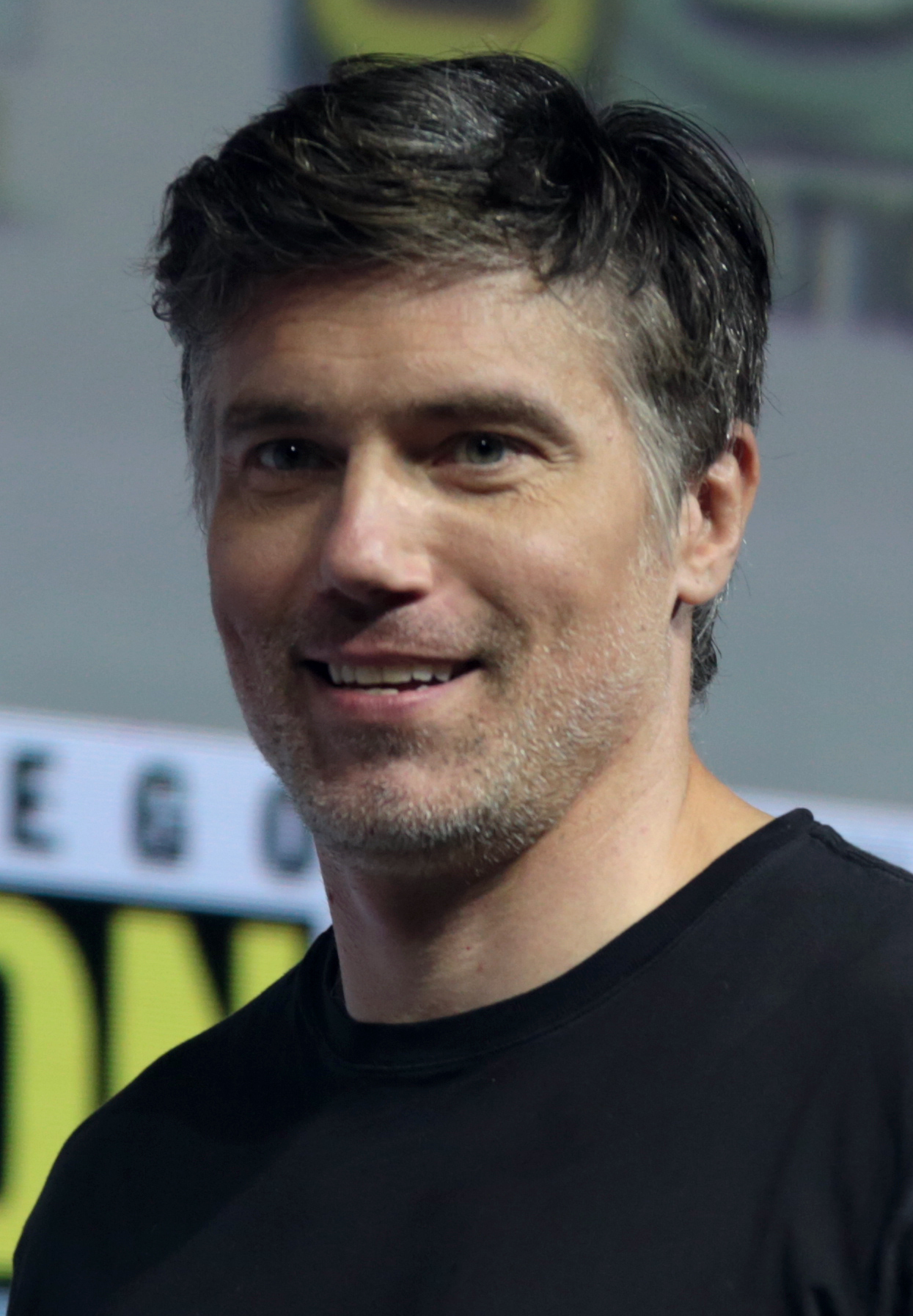
Anson Mount, interpreta a Christopher Pike
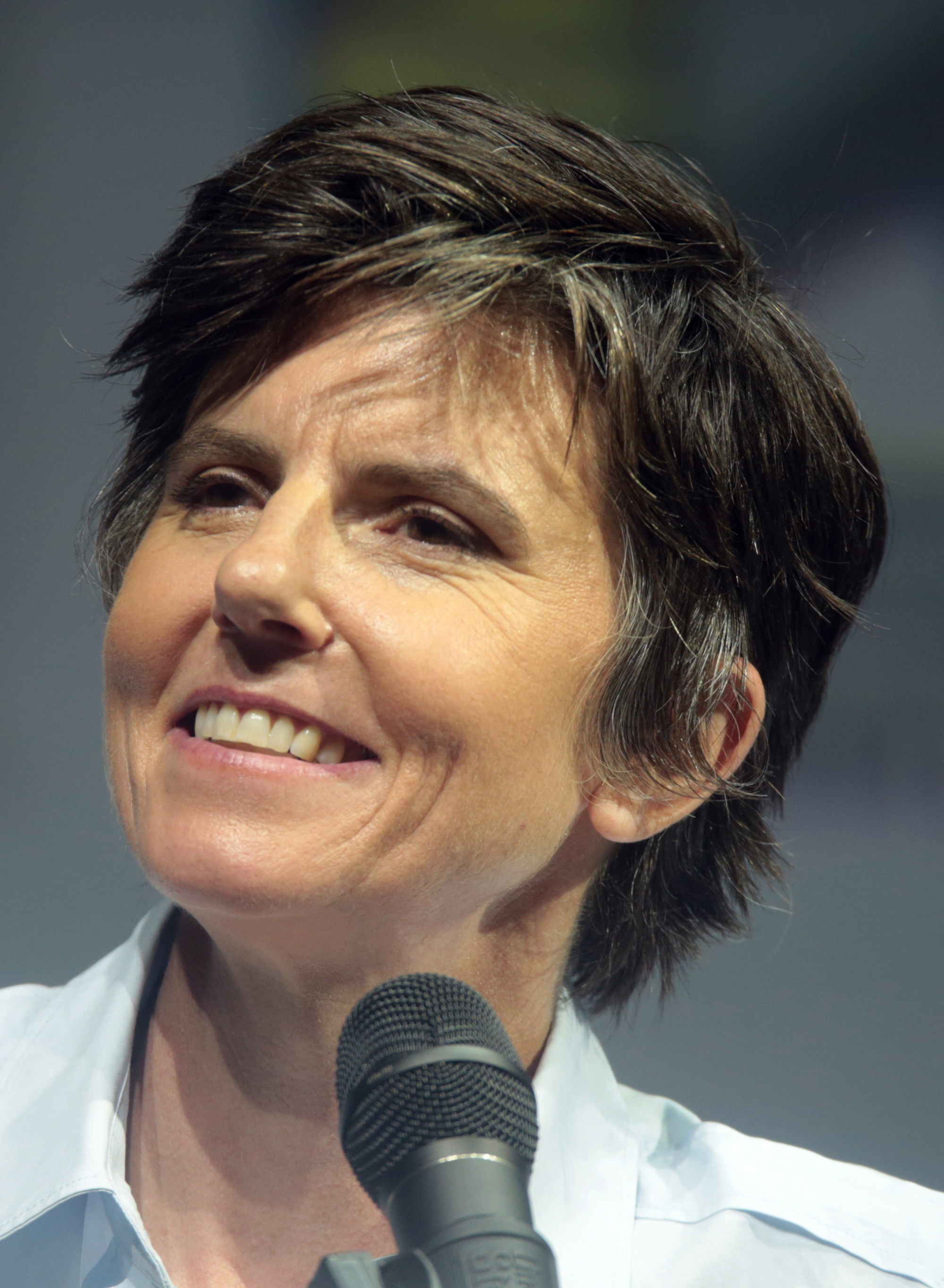
Tig Notaro, interpreta a Jett Reno
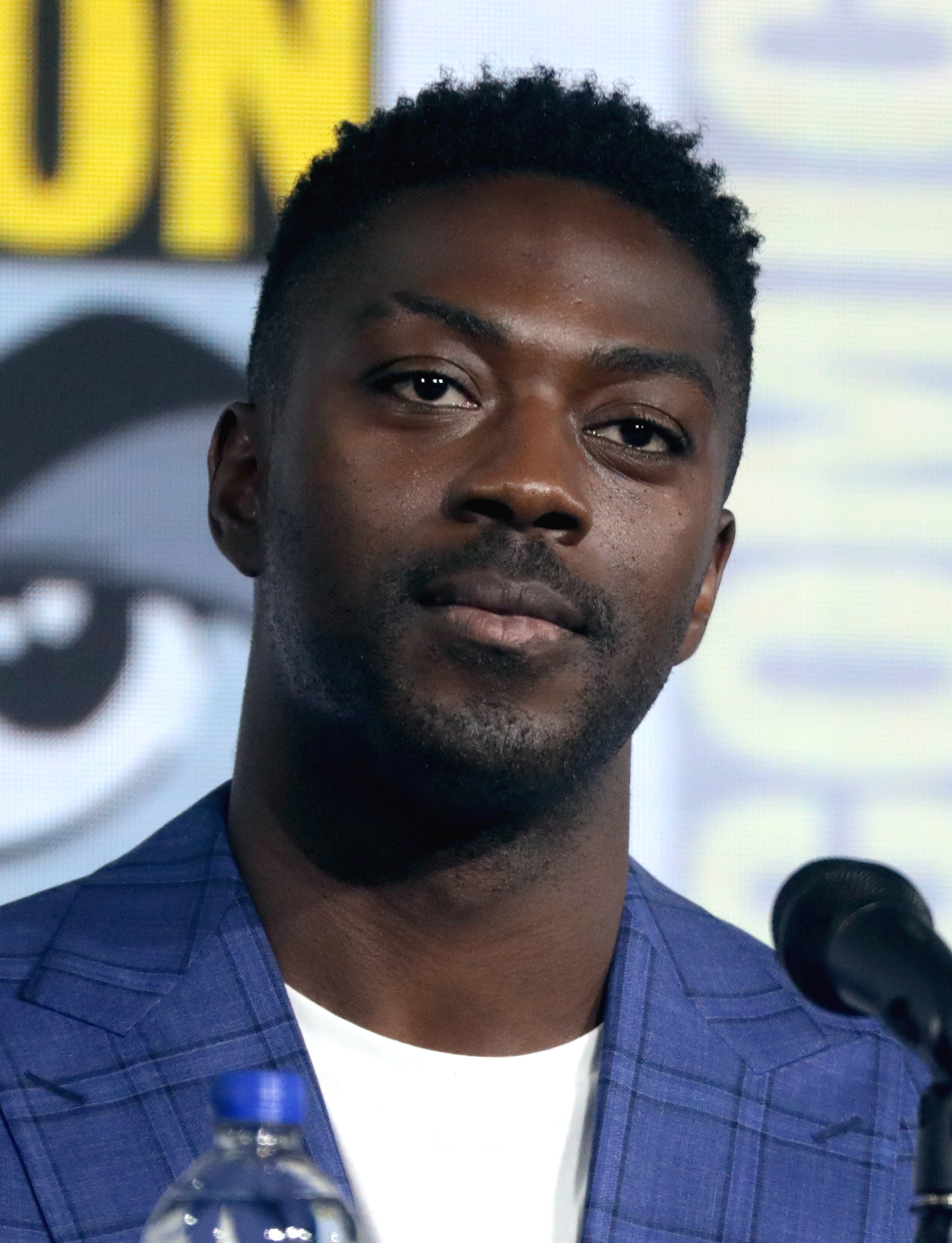
David Ajala, interpreta a Cleveland Booker
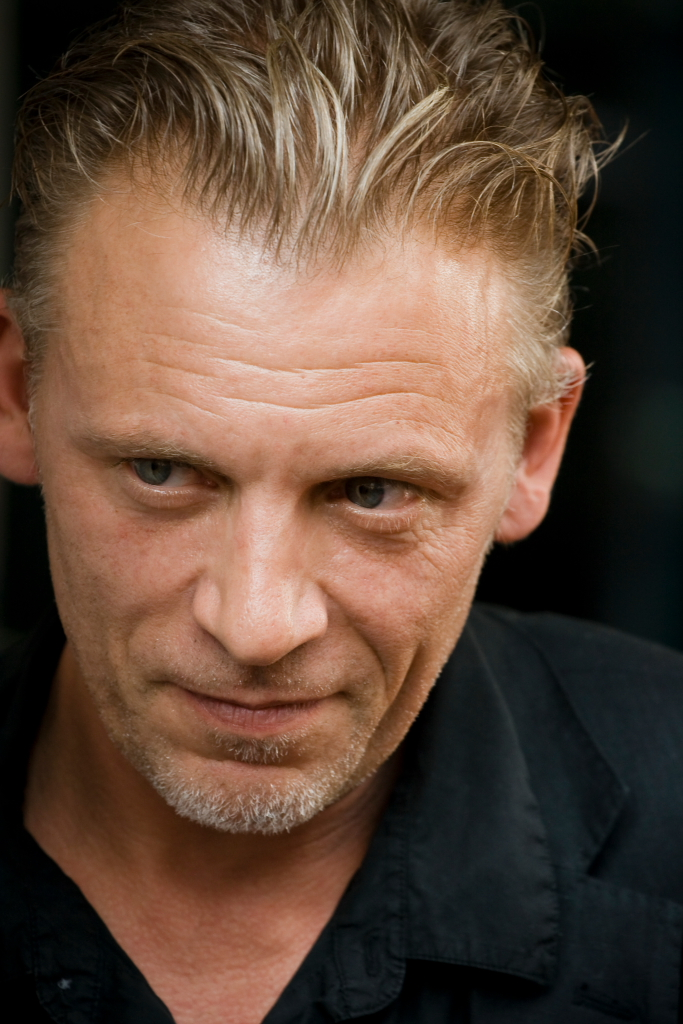
Callum Keith Rennie, interpreta a Rayner

## Producció

### Desenvolupament

#### Anunci
El 2 de novembre de 2015, CBS va anunciar que una nova sèrie de televisió Star Trek s'estrenaria el gener de 2017, "just després" del 50è aniversari de Star Trek: La sèrie original el 2016. Aquesta va ser la primera sèrie de Star Trek des que Star Trek: Enterprise va concloure el 2005, i la primera sèrie desenvolupada específicament per al servei de streaming CBS All Access. Alex Kurtzman, coguionista de les pel·lícules Star Trek (2009) i Star Trek Into Darkness (2013), i Heather Kadin van ser nomenats productors executius. La data de gener de 2017 va ser la més primerenca en què CBS va poder estrenar una nova sèrie de Star Trek després d'un acord que la companyia va fer quan es va separar de Viacom el 2005. Showtime, Netflix i Amazon Video van oferir "molts diners" pels drets de transmissió de la sèrie, però després d'invertir fortament en el nou servei All Access, CBS creia que un Star Trek que tornés podria ser "la franquícia que realment posi All Access al mapa". El gener de 2016, el president de la CBS, Glenn Geller, va dir que la cadena emetria el primer episodi però que no estava involucrada creativament en la sèrie, dient: "Realment és per a All Access".

#### Bryan Fuller
Després de començar la seva carrera escrivint per a les sèries Star Trek: Deep Space Nine i Star Trek: Voyager, Bryan Fuller va ser anunciat com a productor creador i cocreador de la nova sèrie juntament amb Kurtzman el febrer de 2016. Nicholas Meyer, coguionista i director de Star Trek 2: La còlera del Khan (1982) i Star Trek VI: The Undiscovered Country (1991), també es va unir a la sèrie com a productor consultor. Al març, Rod Roddenberry (fill del creador de Star Trek Gene Roddenberry) i Trevor Roth de Roddenberry Entertainment també es van unir a la sèrie com a productors executius. Fuller va dir que treballar amb persones que havien participat anteriorment a Star Trek era "realment assegurar-nos que manteníem l'autenticitat", i va dir que Meyer, que és àmpliament considerat com el millor director de Star Trek a La còlera del Khan, va aportar "claredat i netedat a la narració".
Fuller havia demanat públicament que Star Trek tornés a la televisió durant anys, sobretot pel seu impacte en els grups minoritaris, com va explicar: "No podia deixar de pensar en quanta gent negra es va inspirar en veure Nichelle Nichols al pont d'una nau. No podia deixar de pensar en quanta gent asiàtica es va inspirar en veure George Takei i sentir que això els donava esperança per al seu lloc en el futur. Volia formar part d'aquesta representació per a una nova era." Quan Fuller es va reunir per primera vegada amb CBS sobre la sèrie, l'empresa no tenia un pla per al que seria. Va proposar una sèrie antològica, on cada temporada seria una història independent i serialitzada ambientada en una època diferent. Això començaria amb una preqüela de La sèrie original, seguida d'històries ambientades durant La sèrie original, durant Star Trek: La nova generació, i després "més enllà d'un temps a Trek que mai s'havia vist abans". Fuller va comparar això amb el que American Horror Story va fer pel terror, i va descriure la proposta com una plataforma per a "un univers de sèries de Trek". En comptes d'això, la CBS li va suggerir que creés una sola sèrie serialitzada per veure com funcionava.
Fuller va començar a desenvolupar encara més el concepte d'una preqüela de "La sèrie original". Va anunciar el juny de 2016 que la primera temporada constaria de 13 episodis, tot i que preferiria produir 10 episodis per temporada a partir d'ara. Un mes després, Fuller va anunciar el títol de la sèrie, "Star Trek: Discovery", i va revelar que estaria ambientada a la "Línia temporal principal", que inclou la sèrie anterior de "Star Trek", però no les pel·lícules de reinvenció modernes com ara "Star Trek", "Into Darkness" i "Star Trek Beyond" (2016). Això era per mantenir les sèries i pel·lícules concurrents separades, de manera que "no haguéssim de fer un seguiment de res [que passés a les pel·lícules] i ells no haguessin de fer un seguiment del que estem fent". També al juliol, CBS Studios International va llicenciar la sèrie a Netflix per al seu llançament fora dels Estats Units i el Canadà, un acord "blockbuster" que va pagar tot el pressupost de la sèrie (al voltant de 6-7 milions de dòlars per episodi en aquell moment). Durant la preproducció de la sèrie, Fuller i la CBS van tenir desacords sobre la seva direcció. La producció va començar a superar el seu pressupost per episodi i s'estava quedant endarrerit a causa que Fuller supervisava tots els aspectes de la sèrie mentre també dirigia una altra sèrie nova, American Gods. Això va causar frustració entre els executius de la CBS, que consideraven que Fuller s'hauria de centrar en tenir "Discovery" a punt per al seu llançament al gener de 2017.
A l'agost de 2016, Fuller havia contractat Gretchen J. Berg i Aaron Harberts, amb qui va treballar a Pushing Daisies, per ser co-productors amb ell. Un mes després, ell i Kurtzman van demanar a la CBS que retardés el llançament de la sèrie per poder complir les altes expectatives, i l'estudi va ajornar l'estrena fins al maig de 2017. A finals d'octubre, la CBS va demanar a Fuller que dimitís com a productor creador, i va anunciar una reestructuració de la producció: Berg i Harberts van ser nomenats únics productors creadors, treballant a partir d'un arc argumental ampli i una mitologia general. establert per Fuller; Kurtzman i Fuller continuarien com a productors executius, però amb Fuller centrant la seva atenció completament en American Gods; i Akiva Goldsman s'hi uniria com a productor secundari similar al paper que va tenir a Fringe juntament amb Kurtzman. CBS va dir que encara estaven contents amb la direcció creativa de Fuller per a la sèrie, però alguns elements que provenien d'ell, inclosos els dissenys i els punts d'"història més fortament al·legòrics i complexos", aviat es van eliminar. Fuller va confirmar més tard que ja no estava involucrat amb la sèrie.

#### Gretchen J. Berg i Aaron Harberts
Amb la producció prevista per al gener de 2017, es va dur a terme una "deliberació acurada" sobre el valor de producció i els efectes de la sèrie. Ted Sullivan s'hi va incorporar com a supervisor de guions, i el president de CBS Interactive, Marc DeBevoise, va revelar que l'ordre dels episodis s'havia ampliat a 15 episodis. Al juny, CBS va anunciar una nova data d'estrena del 24 de setembre de 2017, i Kurtzman va dir que havia parlat sobre les futures temporades amb Fuller abans de la marxa d'aquest últim. Kurtzman va prometre que la "configuració, els personatges, les grans idees [i] el gran moviment de la temporada" de la sèrie eren fidels als plans originals de Fuller. A l'agost, Goldsman va dir que les futures temporades tindrien un "enfocament [antològic] hibridat", amb cada temporada amb el seu propi arc argumental i una barreja de personatges nous i familiars. Kurtzman va afegir que l'èxit de "Discovery" podria conduir a altres noves sèries de "Star Trek".
A finals d'agost de 2017, Berg i Harberts havien desenvolupat una guia per a una segona temporada i els inicis d'una tercera. També es va revelar que un episodi mitjà de la primera temporada havia costat entre 8 i 8,5 milions de dòlars, convertint-la en una de les sèries de televisió més cares mai fetes. Això va superar l'acord original de Netflix, però la CBS encara considerava que la sèrie estava pagada a causa del nombre de nous subscriptors de CBS All Access que s'esperava que atragués. Després de l'estrena de la sèrie, Kurtzman va dir que els productors volien evitar anunciar les dates d'estrena de les futures temporades a causa de la pressió externa causada per retardar l'estrena de la primera temporada després que s'anunciés. Malgrat això, esperava que una segona temporada estigués disponible a principis del 2019. La segona temporada es va encarregar oficialment a l'octubre del 2017, i consta de 13 episodis. Goldsman no va tornar per a la temporada després de xocs amb l'equip de guionistes de la sèrie, mentre que a Meyer no se li va demanar que tornés per a la segona temporada. El juny del 2018, quan la producció de la segona temporada estava en marxa, la CBS va acomiadar Berg i Harberts. Això va ser degut al fet que el primer episodi de la temporada va superar significativament el pressupost, així com a un presumpte comportament abusiu de la parella dirigit als altres guionistes. Kurtzman va ser nomenat productor creador i estava disposat a "reagrupar" la sala de guionistes.

#### Alex Kurtzman i Michelle Paradise
Després que Kurtzman prengués el relleu, la segona temporada estava en camí de tenir una estrena el gener de 2019. Hi va haver prou retard en la producció com per què la CBS ampliés el nombre d'episodis de la temporada a 14 com a forma d'amortitzar el cost dels retards. El febrer de 2019, poc després de l'estrena de la temporada, la sèrie es va renovar per a una tercera temporada amb la guionista Michelle Paradise ascendida a co-productora creadora juntament amb Kurtzman. L'octubre de 2019, Kurtzman va dir que la tercera temporada constaria de 13 episodis. El desenvolupament actiu d'una quarta temporada havia començat al gener de 2020, i es va anunciar oficialment a l'octubre. També a l'octubre, es va preguntar a Kurtzman quant de temps tenia previst que continués «Discovery», especialment amb altres sèries en streaming cancel·lades durant la pandèmia de la COVID-19, i va dir que "li quedaven anys i anys a «Discovery»". Va assenyalar el precedent de diverses sèries anteriors de "Star Trek" que van durar set temporades cadascuna. El gener de 2022 es va encarregar una cinquena temporada de 10 episodis. Paramount va anunciar el març de 2023 que la temporada seria l'última de la sèrie, cosa que va sorprendre el repartiment i l'equip, que esperaven fer almenys una o dues temporades més. La decisió es va prendre enmig d'una retallada de costos per al contingut en streaming de Paramount. El final de la temporada es va actualitzar perquè pogués servir millor com a final de sèrie.

### Escriptura
"El factor definitori de la visió de Roddenberry és la visió optimista del futur... Un cop perds això, perds l'essència del que és Star Trek. [La pregunta] és com preserves i protegeixes el que és la Flota Estel·lar davant el pes d'un repte com la guerra i les coses que s'han de fer en una guerra?" 
La sala de guionistes de la sèrie es troba a les oficines de Kurtzman a Secret Hideout a Santa Monica. La nau titular va rebre el nom de Discovery One de 2001: una odissea de l'espai, el Transbordador espacial Discovery de la NASA, i "la sensació de descobriment... el que [això] significa per al públic de Star Trek a qui Gene Roddenberry ha promès un futur on ens unim com a planeta i busquem nous mons i noves races alienígenes per explorar i entendre".
Fuller volia diferenciar Discovery de les sèries anteriors de Star Trek aprofitant el format de streaming d'All Access i explicant una sola història serialitzada durant tota la primera temporada, inspirada pel canvi general a la televisió per explicar aquest tipus d'històries en lloc del format de "nova aventura basada en una destinació cada setmana" que s'utilitzava principalment a les sèries anteriors de "Star Trek". Fuller havia estat un dels diversos guionistes durant la dècada del 1990 que van impulsar que "Deep Space Nine" i "Voyager" s'acostessin a aquest estil. Els productors volien construir cap als ideals de "Star Trek" de Roddenberry i demostrar que "no es pot simplement ser acceptable i tolerant sense treballar per això", i van optar per ignorar la regla de Roddenberry que els membres de la tripulació de la Flota Estel·lar no tinguessin conflictes significatius entre ells.
Fuller va veure la sèrie com un pont entre "Star Trek: Enterprise" i "La sèrie original", que estan separades per més d'un segle, però molt més a prop d'aquesta última per permetre que "Discovery" utilitzés els dissenys i el vestuari icònics d'aquesta última; la sèrie finalment es va allunyar d'aquests dissenys després de la marxa de Fuller. La primera temporada explica la història de la guerra freda entre la Federació i els klíngons que ja s'havia esmentat a "Star Trek" abans però que no es representava a la pantalla. La temporada acaba amb el final de la guerra, cosa que va permetre als guionistes anar més enllà de la trama establerta de Fuller. La segona temporada té una estructura més episòdica que la primera, tot i que encara explica una sola història serialitzada, i introdueix més elements de "La sèrie original", incloent-hi l'USS Enterprise i la seva tripulació. Un objectiu dels productors creadors de la temporada era "cimentar Discovery fermament a la línia de temps" reconciliant alguns dels aparents errors de continuïtat de la primera temporada, com ara per què els personatges de Discovery i la tecnologia més avançada no s'esmenten a "La sèrie original" ni a altres sèries anteriors de Star Trek. Ho van aconseguir fent que Discovery i la seva tripulació viatgessin més de 900 anys en el futur al final de la temporada, cosa que Kurtzman va comparar amb la nova línia de temps creada per a la pel·lícula Star Trek per evitar una continuïtat establerta.
Kurtzman va sentir que el salt al futur havia obert noves variables i oportunitats narratives que impedien que la sèrie semblés obsoleta i va confirmar que la sèrie romandria al segle XXXII durant la resta de la seva emissió. En parlar del que fa que Discovery sigui única entre les sèries de Star Trek, Paradise va dir que era la barreja de narrativa serialitzada i un enfocament en l'acció, l'aventura i els efectes visuals. Va assenyalar que «Discovery» podria semblar separada de la resta de la franquícia després del salt temporal al futur, però va explicar que els guionistes sempre buscaven maneres de connectar la sèrie amb els mitjans anteriors de «Star Trek» per evitar-ho. A partir de la tercera temporada, l'astrofísica Erin Macdonald es va unir a la sèrie i a la franquícia més àmplia de «Star Trek» com a assessora científica. Macdonald va dir que cada sèrie estava en un «espectre de la ciència a la ficció» i «Discovery» estava «molt més centrada en la ciència», de manera que per garantir la precisió científica, Macdonald es va involucrar en tots els aspectes de la sèrie, des del desenvolupament de trames amb la sala de guionistes fins a la revisió que els gràfics i els efectes visuals fossin correctes en la postproducció.

### Càsting
El juny de 2016, Fuller s'havia reunit amb diversos actors i va dir que la sèrie «continuaria el que «Star Trek»  fa millor» contractant un repartiment progressista i divers, i Kadin va confirmar que la sèrie inclouria personatges de minories, dones i LGBTQ. A l'agost, Fuller va dir que la sèrie estaria protagonitzada per una tinent comandant, interpretada per una actriu no blanca, en lloc d'una capitana com les sèries anteriors de "Star Trek". També va dir que "Discovery" inclouria més personatges alienígenes que altres sèries de "Star Trek", i que inclouria almenys un personatge obertament gai. Fuller, que ell mateix és gai, estava decidit a veure això passar des que va rebre correus d'odi mentre treballava a "Voyager", quan es va rumorejar que un personatge d'aquella sèrie sortiria de l'armari com a gai. Fuller va parlar sobre el càsting de la sèrie amb Mae Jemison, la primera dona negra a l'espai que va fer un cameo en un episodi de "La nova generació". Preveia els anuncis de càsting a l'octubre, però no se n'havia fet cap a finals d'aquell mes. Es creia que la majoria dels personatges principals de la sèrie ja havien estat escollits en aquell moment, però cap actriu havia estat escollida per al paper principal de la sèrie. Això va ser una font d'"estrès intern" a la CBS. Diverses actrius afroamericanes i llatines estaven sent considerades per al paper, i la CBS preferia una "cara nova" a una estrella establerta. Es creia que el repartiment incloïa una almirall, un capità klíngon masculí, un almirall, un assessor i un metge britànic, amb un d'aquests protagonistes masculins interpretat per un actor obertament gai.

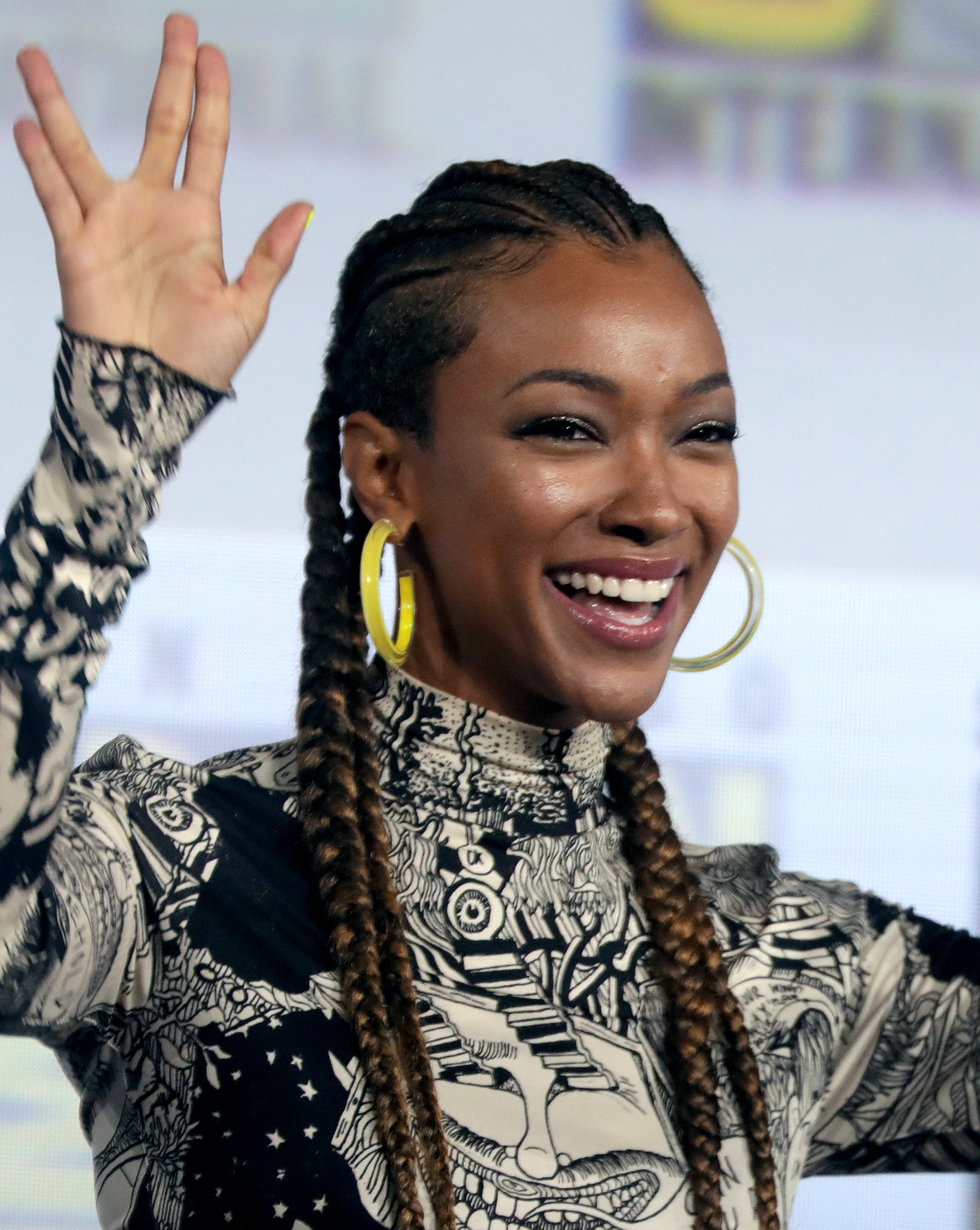
Sonequa Martin-Green interpreta Michael Burnham, el personatge principal i eventual capità de l'USS Discovery

Es va revelar que Doug Jones i Anthony Rapp havien estat escollits el novembre de 2016, respectivament com a oficials científics Saru i Stamets. Saru és un kelpià, una raça alienígena creada per a la sèrie, mentre que Stamets és el primer personatge de Star Trek que es va concebre i anunciar com a gai. Sonequa Martin-Green va ser escollida per al paper principal al desembre, quan Shazad Latif va ser escollit com a Klíngon Kol. El març de 2017, Jason Isaacs va ser escollit com a capità Lorca de l'USS Discovery, i Mary Wiseman es va unir a la sèrie com a Tilly, una cadet. A l'abril, es va confirmar oficialment el càsting de Martin-Green i es va revelar que el nom del seu personatge era Michael Burnham. A finals d'aquell mes, Latif va ser reescollit per al paper del tinent de la Flota Estel·lar Tyler. La sèrie revela que Tyler és el personatge encobert del klingon Voq, a qui inicialment se li atribueix haver estat interpretat per l'actor inventat Javid Iqbal per ocultar el fet que Latif interpreta tant a Voq com a Tyler.
Rapp va revelar el juliol de 2017 que Wilson Cruz, amb qui Rapp havia treballat anteriorment al musical Rent, interpretaria l'interès amorós de Stamets, Hugh Culber. El personatge és assassinat durant la primera temporada, que va ser criticat per alguns per seguir el tòpic de "enterra els teus gais", però els productors executius van publicar immediatament un comunicat amb Cruz i l'organització LGBTQ GLAAD de seguiment dels mitjans de comunicació dient que la relació entre Culber i Stamets continuaria explorant-se. Posteriorment, Cruz va ser ascendit del seu paper de convidat recurrent al repartiment principal de la sèrie per a la segona temporada, en què Culber torna a la vida. Després que la primera temporada conclogués amb el Discovery rebent una senyal de socors de l'USS Enterprise, concretament del capità Christopher Pike, Harberts va expressar interès a explorar aquest personatge; Anson Mount va ser escollit per al paper l'abril de 2018, i protagonitza la segona temporada.
El càsting va començar el juny de 2019 per al nou paper d'Adira, un personatge no binari descrit com a "increïblement intel·ligent i segur de si mateix" amb el potencial de convertir-se en un convidat recurrent durant la tercera temporada. El mes següent, David Ajala es va unir al repartiment com a nou personatge regular de la sèrie, Cleveland "Book" Booker, per a la tercera temporada. Rachael Ancheril també apareix com a protagonista per les seves aparicions a la temporada, repetint el seu paper de convidada recurrent com a Nhan de la segona temporada. Va ser eliminada de la sèrie al cinquè episodi de la tercera temporada. El setembre de 2020, es va revelar que la nouvinguda no binaria Blu del Barrio interpretava l'Adira, el primer personatge explícitament no binari de la franquícia "Star Trek". Van ser ascendits al repartiment principal de la sèrie a la quarta temporada juntament amb l'estrella convidada recurrent Tig Notaro com a Jett Reno. Callum Keith Rennie es va unir a la cinquena temporada com a Rayner, un capità de la Flota Estel·lar en temps de guerra.

### Disseny
Fuller volia aprofitar els efectes moderns, el disseny de producció i el maquillatge per establir un nou aspecte per a la sèrie i la franquícia que els mitjans anteriors de Star Trek no havien pogut aconseguir. Mark Worthington i Todd Cherniawsky van ser els dissenyadors de producció inicials de la sèrie, i Suttirat Anne Larlarb va ser contractada com a dissenyadora de vestuari. Glenn Hetrick i Neville Page d'Alchemy Studios van proporcionar pròtesis i armadures, i Page havia dissenyat anteriorment per a les pel·lícules reinventades de "Star Trek". Mario Moreira va ser el mestre d'atrezzo de la sèrie, amb set directors d'art, més de nou il·lustradors, més de trenta-cinc dissenyadors d'escenografia i més de quatre-cents cinquanta pintors, fusters, escultors, modelistes, soldadors, muntadors d'escenografia i constructors d'atrezzo, tots contractats per a la primera temporada. Els dissenyadors van consultar amb el Jet Propulsion Laboratory per a la precisió científica. Tamara Deverell va assumir el càrrec de dissenyadora de producció durant la producció de la primera temporada, però va marxar després de la segona. Va ser substituïda per Phillip Barker, que va poder abordar la tercera temporada com un nou començament. a causa del nou període de temps. Barker va ajudar a desenvolupar la nova tecnologia del segle XXXII com a part del seu procés de disseny. Doug McCullough va assumir el càrrec de dissenyador de producció per a la quarta temporada.
Fuller volia que els uniformes de la sèrie reflectissin els colors primaris de "La sèrie original", però això es va descartar després de la seva marxa, quan Larlarb també va deixar la sèrie. Gersha Phillips va assumir el càrrec de dissenyadora de vestuari. La tela per als uniformes de la Flota Estel·lar de la sèrie es va tenyir a mida a Suïssa, i era d'un blau marí barrejat específicament per a la producció. Els embelliments daurats o platejats denotaven divisions, mentre que els oficials mèdics porten una variant "blanc hospitalari" de l'uniforme. L'uniforme del capità és el blau marí estàndard però amb vores daurades addicionals a les espatlles. Phillips va intentar crear vestits sense costures utilitzant tècniques d'unió "sense costures" com ara cola i cinta adhesiva, però els productors ho van rebutjar perquè volien veure més detalls en el vestit. Les insígnies de la Flota Estel·lar es van modelar a partir de bronze de silici, i després un joier les va polir i xapar per crear colors personalitzats per a la sèrie: or per al comandament, plata per a les ciències i la medicina, i coure per a les operacions. Phillips va poder revisitar els uniformes de colors de "La sèrie original" amb la introducció de l'USS "Enterprise" a la segona temporada, aplicant els colors d'aquests vestits originals al disseny dels uniformes de "Discovery". També va poder revisitar el seu enfocament "sense costures" per als futurs uniformes de la Flota Estel·lar a la tercera. temporada. Aquests són majoritàriament grisos, amb divisions representades per una franja de color, però un cop l'equip de Discovery va començar a portar aquests vestits, els productors es van adonar que xocaven amb els decorats grisos de passadís existents de la Discovery. Phillips va dissenyar nous uniformes per a la quarta temporada que utilitzen els mateixos colors primaris que La nova generació, amb vermell per al comandament, daurat per a les operacions i blau per a la ciència. Els oficials mèdics encara porten uniformes blancs.
El veterà dissenyador de «Star Trek» John Eaves va dissenyar naus espacials per a la sèrie amb Scott Schneider, i va basar l'USS «Discovery» en un disseny no utilitzat de Ralph McQuarrie per a l'«Enterprise» de la pel·lícula no produïda «Star Trek: Planet of the Titans». Fuller va comparar el disseny de McQuarrie amb els Lamborghinis i cotxes dels anys 70 de la franquícia «James Bond». Els decorats per als interiors de la «Discovery» es van descriure com un «embolic de passadissos i habitacions», i es van dissenyar perquè semblés que poguessin cabre de manera creïble dins de la nau. Els gràfics utilitzats per als sistemes informàtics de la Flota Estel·lar es van dissenyar per ser creïblement més avançats que la tecnologia moderna, però també per honorar l'aspecte i la sensació dels dissenys utilitzats en sèries anteriors. Aquests es van actualitzar per a la tercera temporada per reflectir la tecnologia futura més avançada, quan la matèria programable es va integrar al disseny de Discovery.
La seqüència de títols d'obertura va ser creada per Prologue utilitzant gràfics en moviment en 2D. La seqüència representa elements de tota la història de Star Trek, com ara fasers, comunicadors i la salutació vulcaniana, i els desconstrueix. La directora creativa de Prologue, Ana Criado, va dir que els productors volien que la seqüència fos diferent de qualsevol seqüència de títols anteriors de Star Trek. Es va decidir un tema de plànol per reconèixer que la sèrie és una preqüela, "literalment desconstruint la iconografia de Trek". La seqüència era originalment en blanc i negre, però Criado va dir que era massa "fred" i es va substituir per un aspecte sèpia inspirat en el Renaixement "per fer que sembli que ho estem dissenyant tot des de zero". La seqüència s'actualitzava per a cada temporada. La tercera temporada introdueix un nou logotip per a la sèrie per reflectir el seu trasllat a un futur llunyà i allunyar-se del logotip inicial inspirat en els klíngons.

### Rodatge
Star Trek: Discovery es filma als Pinewood Toronto Studios, aprofitant múltiples plataformes de so a l'estudi, inclòs el més gran d'Amèrica del Nord. El rodatge de la sèrie també té lloc en exteriors al voltant d'Ontario, inclòs al Museu Aga Khan de Toronto per retratar l'Acadèmia de Ciències Vulcanianes, les zones de conservació de Hilton Falls i Kelso, el Scarborough Bluffs, la planta siderúrgica Stelco a Hamilton, i la Penitenciaria de Kingston en desús. La sèrie va gastar més de 257 milions de dòlars canadencs (202 milions de dòlars estatunidencs) a Ontario i va crear més de 4.000 llocs de treball per a equips locals, només en les seves dues primeres temporades. El rodatge en exteriors de la sèrie també va tenir lloc fora d'Amèrica del Nord, amb alguns rodatges a Jordània per a l'estrena de la sèrie, i a Islàndia per als dos primers episodis de la tercera temporada.
Kurtzman va considerar que l'estil visual de la sèrie havia de "justificar estar en un servei de cable premium", i els productors van treballar estretament amb el director del primer episodi David Semel per fer que la sèrie semblés el més cinematogràfica possible. Es van inspirar en l'ampli abast de Star Trek: La pel·lícula (1979), incloent-hi l'ús d'una relació d'aspecte de 2:1, així com en les pel·lícules modernes de Star Trek dirigides per J. J. Abrams. Els directors de fotografia volien emfatitzar les fonts d'il·luminació del plató per crear un aspecte més realista i allunyar la sèrie de la sensació "d'escenari" de La sèrie original. La il·luminació del plató es podia controlar, incloent-hi canviar-ne el color per quan la nau entra en mode d'alerta. Harberts va dir que els directors de fotografia volien que la sèrie tingués una "textura de Rembrandt". Per a la segona temporada, Kurtzman va optar per utilitzar lents anamòrfiques amb una relació d'aspecte de 2.39:1 per "transmetre immediatament una sensació d'abast i escala". Esperava que si la sèrie es projectés en un cinema semblés indistingible d'una pel·lícula. El director freqüent de «Star Trek», Jonathan Frakes, va dir que el director de producció de la sèrie, Olatunde Osunsanmi, va animar tots els directors a «expressar-se visualment de la manera més emocionant possible», i Frakes va descriure l'estil de direcció de la sèrie com a «disparar per emocionar».
Paramount+ va construir un videomosaic per permetre la producció virtual de la quarta temporada, així com de la sèrie derivada Star Trek: Strange New Worlds, utilitzant tecnologia similar al sistema StageCraft que es va desenvolupar per a la sèrie Disney+ The Mandalorian. El nou set virtual va ser construït a Toronto per l'empresa d'efectes visuals Pixomondo, i compta amb un volum LED de 270 graus, 21 metres per 9,1 metres en forma de ferradura amb panells LED addicionals al sostre per ajudar amb la il·luminació. La tecnologia utilitza el programari motor de videojoc Unreal Engine per mostrar fons generats per ordinador a les pantalles LED en temps real durant el rodatge. El supervisor d'efectes visuals Jason Zimmerman va assenyalar que això va ser especialment útil per crear els planetes que es visiten a la sèrie, ja que el rodatge en exteriors va ser limitat a la quarta temporada per la pandèmia de la COVID-19.

### Efectes visuals
Es van contractar productors d'efectes visuals per començar a treballar a la sèrie durant el període inicial d'escriptura, i Fuller va explicar que volien desenvolupar aspectes diferents per als efectes clàssics de Star Trek, com ara espècies alienígenes augmentades digitalment i raigs transportadors. Pixomondo és el principal proveïdor d'efectes visuals de la sèrie, amb altres proveïdors com ara Spin VFX, Ghost VFX, Mackevision, Crafty Apes, DNEG, The Mill i FX3X, així com l'equip intern del supervisor d'efectes visuals Jason Zimmerman a CBS Studios. Les preses d'efectes visuals per a cada episodi a Discovery normalment triguen entre vuit i deu mesos a completar-se, i inclou entorns totalment digitals com la badia de llançadores del Discovery, extensions digitals de decorats, imatges del Discovery i altres naus espacials, criatures digitals, hologrames, i tecnologia del segle XXXII com ara la matèria programable.

### Música
Diversos compositors van fer audicions per a la sèrie, com ara Charles Henri Avelange, i Fil Eisler, la música de l'audició del qual es va utilitzar per al primer teaser de la sèrie. Cliff Eidelman i Austin Wintory també van ser considerats per al paper, abans que Jeff Russo fos anunciat com a compositor de la sèrie el juliol de 2017. Russo volia que el tema principal de la sèrie encarnés els ideals de Star Trek i "una característica comuna entre les persones" utilitzant només acords que tinguin una nota comuna, amb una melodia afegida a sobre. El tema està marcat per elements de el tema original de Star Trek d'Alexander Courage. Russo va reconèixer que no tots els fans de Star Trek apreciarien el nou tema, però va sentir que, independentment de com es comparés amb els temes anteriors de la franquícia, encara representava amb precisió aquesta sèrie. Russo va gravar la banda sonora de la sèrie amb una orquestra de 60 músics, inicialment a l'Eastwood Scoring Stage dels estudis Warner Bros. de Califòrnia. A causa de la pandèmia de la COVID-19, els músics de la tercera temporada van ser gravats individualment i les seves actuacions combinades.
Els àlbums de banda sonora individuals per als dos capítols de la primera temporada es van publicar respectivament el 15 de desembre de 2017. i el 6 d'abril de 2018. Un àlbum de la banda sonora per a la segona temporada es va publicar el 19 de juliol de 2019, per a la tercera el 16 d'abril de 2021, per a la quarta el 26 d'agost de 2022, i per a la cinquena el 18 d'octubre de 2024.

## Llançament
| Temporada | Data de llançament domèstic | Data de llançament domèstic | Data de llançament domèstic |
| Temporada | DVD Regió 1                 | DVD Regió 2                 | DVD Regió 4                 |
| --------- | --------------------------- | --------------------------- | --------------------------- |
| 1         | 23 de novembre de 2018      | 19 de novembre de 2018      | 28 de novembre de 2018      |
| 2         | 12 de novembre de 2019      | 18 de novembre de 2019      | 11 de desembre de 2019      |
| 3         | 20 de juliol de 2021        | 20 de juliol de 2021        | 8 de desembre de 2021       |
| 4         | 6 de desembre de 2022       | 5 de desembre de 2022       | 7 de desembre de 2022       |

El primer episodi de Star Trek: Discovery es va emetre en una "emissió prèvia" a la CBS als Estats Units i va estar disponible amb el segon episodi a CBS All Access. La resta d'episodis de la sèrie durant les tres primeres temporades es van publicar setmanalment a All Access. CBS Studios International va llicenciar la sèrie a Bell Media per a la seva emissió al Canadà i a Netflix per a altres 188 països. Al Canadà, l'estrena es va emetre simultàniament amb CBS tant a la CTV Television Network com al canal especialitzat CTV Sci-Fi Channel abans de ser retransmesa en directe a Crave; també es va emetre en francès al canal especialitzat Z. Els episodis posteriors es van publicar a través de CTV Sci-Fi, Z i Crave, i CTV Sci-Fi va emetre cada episodi 30 minuts abans de ser transmès per All Access. Als altres països, Netflix va publicar cada episodi de les tres primeres temporades per a la seva transmissió en streaming dins de les 24 hores posteriors al seu debut als Estats Units. Aquest acord també va fer que Bell Media i Netflix adquirissin totes les sèries anteriors de Star Trek per reproduir-les en streaming i emetre-les en aquell moment.
El setembre de 2020, ViacomCBS va anunciar que CBS All Access s'ampliaria i es rebatejaria com a Paramount+ el març de 2021. Els episodis existents de les tres primeres temporades de Discovery van romandre a Paramount+ juntament amb les futures temporades de la sèrie. El 2 de novembre de 2021 es va llançar una caixa multimèdia domèstica que recollia les tres primeres temporades, amb més de vuit hores de contingut especial, incloent-hi vídeos entre bastidors, escenes eliminades i ampliades, comentaris d'àudio i bromes. El 17 de novembre, dos dies abans del debut internacional de la quarta temporada, ViacomCBS va anunciar que havia recomprat els drets de transmissió internacional de "Discovery" a Netflix amb efecte immediat. L'acord era per una quantitat de diners no revelada que, segons es va informar, era de l'ordre de les sis xifres, i significava que Netflix ja no contribuiria al pressupost de la sèrie com ho havia estat fent des de l'acord de llicència internacional original el juliol de 2016. A causa del nou acord, la quarta temporada es va emetre en streaming en països fora d'Amèrica del Nord a Paramount+ un cop el servei estigués disponible allà en algun moment del 2022. Arran de les crítiques dels fans internacionals, ViacomCBS va fer que la temporada estigués disponible internacionalment a través de diverses vies. L'agost de 2023, el contingut de "Star Trek" es va eliminar de Crave i "Discovery" va començar a emetre's en streaming a Paramount+ al Canadà. La sèrie continuaria emetent-se a CTV Sci-Fi i estaria disponible a CTV.ca i a l'aplicació CTV.

## Recepció

### Audiència
Segons Nielsen Media Research, l'emissió del primer episodi per part de la CBS va ser vista per una audiència "decent" de 9,5 milions d'espectadors. L'estrena de la sèrie va portar a un rècord de subscripcions per a CBS All Access, el servei va tenir el seu dia més gran d'inscripcions, així com la seva setmana i mes més grans d'inscripcions gràcies a la sèrie. Segons l'"especialista en anàlisi d'aplicacions" App Annie, l'estrena de la sèrie també va fer que el nombre de descàrregues de l'aplicació mòbil All Access es dupliqués amb escreix, amb els ingressos de l'aplicació per a CBS duplicant-se en comparació amb els ingressos mitjans dins de l'aplicació durant els 30 dies anteriors. L'augment de subscriptors per a All Access es va donar com una de les raons de les renovacions de la segona i tercera temporada de la sèrie. L'empresa d'anàlisi de la demanda d'audiència Parrot Analytics estima l'audiència de la transmissió en temps real basant-se en "expressions de demanda" globals, amb el "desig, la participació i l'audiència ponderats per importància". A la llista de les 20 sèries de streaming més demandades del 2020 de la companyia, "Discovery" va ocupar el lloc 12 i va ser la sèrie All Access més ben classificada de l'any.
Durant la primera setmana del llançament de Paramount+ el març del 2021, JustWatch, una guia de contingut en streaming amb accés a dades de més de 20 milions d'usuaris d'arreu del món, va estimar que "Star Trek: Discovery" era la sèrie més demandada del nou servei. El desembre del 2021, Paramount+ va revelar que "Discovery" va ser la sèrie més vista del servei de streaming durant el seu any inaugural. Parrot Analytics va classificar la sèrie com la 15a sèrie de streaming més demandada del 2021, l'única sèrie de Paramount+ a la seva llista de les 20 millors de l'any.

### Resposta crítica
| Temporada |                     |                   |
| Temporada | Rotten Tomatoes     | Metacritic        |
| --------- | ------------------- | ----------------- |
| 1         | 83% (374 ressenyes) | 72 (20 ressenyes) |
| 2         | 81% (209 ressenyes) | 72 (10 ressenyes) |
| 3         | 91% (35 ressenyes)  | 75 (8 ressenyes)  |
| 4         | 88% (17 ressenyes)  |                   |
| 5         | 80% (20 ressenyes)  |                   |

Star Trek: Discovery té una taxa d'aprovació del 85% al lloc web agregador de ressenyes Rotten Tomatoes,mentre que Metacritic, que utilitza una mitjana ponderada, ha assignat una puntuació de 73 sobre 100 basada en ressenyes de 41 crítics, cosa que indica "ressenyes generalment favorables".
Per a la primera temporada, Rotten Tomatoes va informar d'una puntuació d'aprovació del 83% amb una puntuació mitjana de 7,05/10 basat en 374 ressenyes. El consens crític del lloc web diu: "Tot i que triga un episodi a enlairar-se, "Star Trek: Discovery" ofereix una sòlida entrega de franquícia per a la propera generació, liderada amb valentia per la carismàtica Sonequa Martin-Green." Metacritic va assignar una puntuació de 72 sobre 100 basada en les ressenyes de 20 crítics, cosa que indica "crítiques generalment favorables".
Rotten Tomatoes va informar d'una puntuació d'aprovació del 81% per a la segona temporada, amb una puntuació mitjana de 7,35/10 basada en 209 ressenyes. El consens crític del lloc web diu: "La segona temporada de Discovery neteja amb èxit, encara que tossudament, les històries problemàtiques del passat de Trek alhora que dramatitza eficaçment noves visions de la història." Metacritic va assignar una puntuació de 72 sobre 100 basada en les ressenyes de 10 crítics, cosa que indica "crítiques generalment favorables".
Rotten Tomatoes va reportar una puntuació d'aprovació del 91% per a la tercera temporada, amb una puntuació mitjana de 7,7/10 basada en 35 ressenyes. El consens crític del lloc web diu: "Amb menys bagatge canònic i una dosi benvinguda de desenvolupament de personatges, Discovery continua forjant el seu propi camí i és narrativament molt millor per això". Metacritic va assignar una puntuació de 75 sobre 100 basada en ressenyes de 8 crítics, cosa que indica "crítiques generalment favorables".
Per a la quarta temporada, Rotten Tomatoes va reportar una puntuació d'aprovació del 88% amb una puntuació mitjana de 8,1/10 basada en 17 ressenyes. El consens crític del lloc web diu: "Michael Burnham finalment es fa valer, i també Discovery, en una quarta temporada segura que abraça la versió més sentida de la sèrie del mite de Star Trek".
Per a la cinquena temporada, Rotten Tomatoes va reportar una puntuació d'aprovació del 80% amb una qualificació mitjana de 6,7/10 basada en 20 ressenyes. El consens crític del lloc web diu: "Alleugerint-se just a temps per a un últim viatge, Star Trek: Discovery conclou amb una missió que envia aquesta tripulació en particular de manera emocionant".

### Reconeixements
El juny de 2020, Kareem Abdul-Jabbar va nomenar "Star Trek: Discovery" com un dels sis millors "drames televisius per aixecar la moral de les persones de color" per ser la sèrie de "Star Trek" més conscientment diversa i per presentar persones de color com a models a seguir. La segona, tercera i quarta temporades van rebre el segell ReFrame, que atorga la coalició per a la igualtat de gènere ReFrame com a "marca de distinció" per a projectes de cinema i televisió que han demostrat tenir una contractació equilibrada de gènere, amb segells atorgats a projectes que contracten persones que s'identifiquen com a dones, especialment les de color, en quatre de les vuit àrees crítiques de la seva producció.
| Any  | Premi                                                       | Categoria                                                                            | Destinatari | Resultat  | Ref.            |
| ---- | ----------------------------------------------------------- | ------------------------------------------------------------------------------------ | --- | --------- | --------------- |
| 2018 | Premis del Costume Designers Guild                          | Excel·lència en Televisió de Ciència-Ficció/Fantasia                                 | Gersha Phillips | Nominat   | [ 234 ]         |
| 2018 | Dragon Awards                                               | Millor sèrie de televisió de ciència-ficció o fantasia                               | Star Trek: Discovery | Nominat   | [ 235 ]         |
| 2018 | Premis Empire                                               | Millor actor de televisió                                                            | Jason Isaacs | Guanyador | [ 236 ]         |
| 2018 | Premi GLAAD Medias                                          | Sèrie dramàtica destacada                                                            | Star Trek: Discovery | Nominat   | [ 237 ]         |
| 2018 | Premis Hugo                                                 | Millor presentació dramàtica                                                         | "Magic to Make the Sanest Man Go Mad" | Nominat   | [ 238 ]         |
| 2018 | Premis ICG Publicists                                       | Premi Maxwell Weinberg al Publicista i Espectacularitat Televisiva                   | Kristen Hall | Nominat   | [ 239 ]         |
| 2018 | Premis Peabody                                              | Entreteniment                                                                        | Star Trek: Discovery | Nominat   | [ 240 ]         |
| 2018 | Premis Primetime Creative Arts Emmy                         | Maquillatge protètic destacat per a una sèrie, sèrie limitada, pel·lícula o especial | "Will You Take My Hand?" | Nominat   | [ 241 ]         |
| 2018 | Premis Primetime Creative Arts Emmy                         | Millor edició de so per a una sèrie de comèdia o dramàtica (una hora)                | "What's Past Is Prologue" | Nominat   | [ 241 ]         |
| 2018 | Premis Saturn                                               | Millor actor en una sèrie de televisió                                               | Jason Isaacs | Nominat   | [ 242 ]         |
| 2018 | Premis Saturn                                               | Millor actriu en una sèrie de televisió                                              | Sonequa Martin-Green | Guanyador | [ 242 ]         |
| 2018 | Premis Saturn                                               | Millor actor secundari en una sèrie de televisió                                     | Doug Jones | Nominat   | [ 242 ]         |
| 2018 | Premis Saturn                                               | Millor actuació com a estrella convidada en televisió                                | Michelle Yeoh | Nominat   | [ 242 ]         |
| 2018 | Premis Saturn                                               | Millor sèrie de televisió de nous mitjans                                            | Star Trek: Discovery | Guanyador | [ 242 ]         |
| 2018 | Premis de la Societat d'Efectes Visuals                     | Efectes visuals destacats en un episodi fotoreal                                     | "The Vulcan Hello" | Nominat   | [ 243 ]         |
| 2018 | Premis de la Societat d'Efectes Visuals                     | Composició excepcional en un episodi fotoreal                                        | Star Trek: Discovery | Nominat   | [ 243 ]         |
| 2019 | Premis del Costume Designers Guild                          | Excel·lència en televisió de ciència-ficció/fantasia                                 | Gersha Phillips | Nominat   | [ 244 ]         |
| 2019 | Gremi de Directors del Canadà                               | Millor Disseny de Producció – Sèrie Dramàtica                                        | Tamara Deverell (per "Such Sweet Sorrow, Part 2") | Guanyador | [ 245 ]         |
| 2019 | Dragon Awards                                               | Millor sèrie de televisió de ciència-ficció o fantasia                               | Star Trek: Discovery | Nominat   | [ 246 ]         |
| 2019 | Premis Hollywood Music in Media                             | Banda sonora original – Programa de televisió / Sèrie limitada                       | Jeff Russo | Nominat   | [ 247 ]         |
| 2019 | Associació Professional de Hollywood                        | Efectes visuals destacats – Episòdic (més de 13 episodis)                            | "Such Sweet Sorrow, Part 2" | Nominat   | [ 248 ]         |
| 2019 | Premis Emmy d'Arts Creatives Primetime                      | Millor disseny de títol principal                                                    | Star Trek: Discovery | Nominat   | [ 249 ]         |
| 2019 | Premis Emmy d'Arts Creatives Primetime                      | Millor maquillatge protètic per a una sèrie, sèrie limitada, pel·lícula o especial   | "If Memory Serves" | Guanyador | [ 249 ]         |
| 2019 | Premis Emmy d'Arts Creatives Primetime                      | Millor edició de so per a una sèrie de comèdia o dramàtica (una hora)                | "Such Sweet Sorrow, Part 2" | Nominat   | [ 249 ]         |
| 2019 | Premis Emmy d'Arts Creatives Primetime                      | Millors efectes visuals especials                                                    | "Such Sweet Sorrow, Part 2" | Nominat   | [ 249 ]         |
| 2019 | Premis Saturn                                               | Millor sèrie de ciència-ficció, acció i fantasia en streaming                        | Star Trek: Discovery | Guanyador | [ 250 ]         |
| 2019 | Premis Saturn                                               | Millor actriu en una presentació en streaming                                        | Sonequa Martin-Green | Guanyador | [ 250 ]         |
| 2019 | Premis Saturn                                               | Millor actor secundari en una presentació en streaming                               | Wilson Cruz | Nominat   | [ 250 ]         |
| 2019 | Premis Saturn                                               | Millor actor secundari en una presentació en streaming                               | Doug Jones | Guanyador | [ 250 ]         |
| 2019 | Premis Saturn                                               | Millor actor secundari en una presentació en streaming                               | Ethan Peck | Nominat   | [ 250 ]         |
| 2019 | World Soundtrack Awards                                     | Millor compositor de televisió de l'any                                              | Jeff Russo (per Star Trek: Discovery i altres sèries) | Nominat   | [ 251 ]         |
| 2020 | Premis GLAAD Media                                          | Millor sèrie dramàtica                                                               | Star Trek: Discovery | Nominat   | [ 252 ]         |
| 2020 | Premis del Gremi de Maquilladors i Perruquers               | Millors Efectes Especials de Maquillatge en Sèries de Televisió i Nous Mitjans       | Glenn Hetrick, James MacKinnon, i Rocky Faulkner | Nominat   | [ 253 ]         |
| 2021 | Critics' Choice Super Awards                                | Millor sèrie de ciència-ficció/fantasia                                              | Star Trek: Discovery | Nominat   | [ 254 ]         |
| 2021 | Critics' Choice Super Awards                                | Millor actriu en una sèrie de ciència-ficció/fantasia                                | Sonequa Martin-Green | Nominat   | [ 254 ]         |
| 2021 | Sindicat de Directors del Canadà                            | Millor disseny de producció – Sèrie dramàtica                                        | Phillip Barker (per "That Hope Is You, Part 1") | Nominat   | [ 255 ]         |
| 2021 | Dragon Awards                                               | Millor sèrie de televisió de ciència-ficció o fantasia                               | Star Trek: Discovery | Nominat   | [ 256 ]         |
| 2021 | Premis GLAAD Media                                          | Sèrie dramàtica destacada                                                            | Star Trek: Discovery | Guanyador | [ 257 ]         |
| 2021 | Premis Golden Reel                                          | Assoliment Destacat en Edició de So - Format Llarg Episòdic - Efectes/Foley          | Matthew E. Taylor, Tim Farrell, Harry Cohen, Michael Schapiro, Clay Weber, Darrin Mann, Alyson Dee Moore i Chris Moriana (per "That Hope Is You, Part 1")                      | Nominat   | [ 258 ]         |
| 2021 | Premis Hollywood Music in Media                             | Millor Banda Sonora Original en un Programa de Televisió/Sèrie Limitada              | Jeff Russo | Nominat   | [ 259 ]         |
| 2021 | Premis Primetime Creative Arts Emmy                         | Maquillatge protètic excepcional                                                     | Glenn Hetrick, Mike Smithson, Michael O'Brien, Ken Culver, Hugo Villasenor, Chris Bridges (per "That Hope Is You, Part 1")                                                     | Nominat   | [ 260 ] [ 261 ] |
| 2021 | Premis Primetime Creative Arts Emmy                         | Maquillatge d'època i/o de personatge (no protètic)                                  | Shauna Llewellyn, Faye Crasto (per "Terra Firma, Part 2") | Nominat   | [ 260 ] [ 261 ] |
| 2021 | Premis Primetime Creative Arts Emmy                         | Millor edició de so per a una sèrie de comèdia o dramàtica (una hora)                | Matthew E. Taylor, Tim Farrell, Harry Cohen, Michael Schapiro, Darrin Mann, Clay Weber, Moira Marquis, Alyson Dee Moore, Chris Moriana (per "That Hope Is You, Part 1")        | Nominat   | [ 260 ] [ 261 ] |
| 2021 | Premis Primetime Creative Arts Emmy                         | Millors efectes visuals especials en un sol episodi                                  | Jason Michael Zimmerman, Ante Dekovic, Aleksandra Kochoska, Charles Collyer, Alexander Wood, Ivan Kondrup Jensen, Kristen Prahl, Toni Pykalaniemi, Leslie Chung (per "Su'Kal") | Guanyador | [ 260 ] [ 261 ] |
| 2021 | Premis Saturn                                               | Millor sèrie de televisió de ciència-ficció                                          | Star Trek: Discovery | Guanyador | [ 262 ] [ 263 ] |
| 2021 | Premis Saturn                                               | Millor actriu de televisió                                                           | Sonequa Martin-Green | Nominat   | [ 262 ] [ 263 ] |
| 2021 | Premis Saturn                                               | Millor actor secundari de televisió                                                  | Doug Jones | Guanyador | [ 262 ] [ 263 ] |
| 2021 | Premis de la Societat d'Efectes Visuals                     | Efectes Visuals Destacats en un Episodi Fotoreal                                     | Jason Michael Zimmerman, Aleksandra Kochoska, Ante Dekovic i Ivan Kondrup Jensen (per "Su'Kal")                                                                                | Nominat   | [ 264 ]         |
| 2021 | Premis Women's Image Network                                | Millor actriu en sèrie dramàtica                                                     | Sonequa Martin-Green | Nominat   | [ 265 ]         |
| 2022 | Critics' Choice Super Awards                                | Millor sèrie de ciència-ficció/fantasia                                              | Star Trek: Discovery | Nominat   | [ 266 ]         |
| 2022 | Critics' Choice Super Awards                                | Millor actriu en una sèrie de ciència-ficció/fantasia                                | Sonequa Martin-Green | Nominat   | [ 266 ]         |
| 2022 | Premis GLAAD Media                                          | Millor sèrie dramàtica                                                               | Star Trek: Discovery | Nominat   | [ 267 ]         |
| 2022 | Premis Golden Reel                                          | Assoliment Destacat en Edició de So – Sèrie 1 Hora – Diàleg / ADR                    | Matthew E. Taylor, Sean Heissinger, i Cormac Funge (per "Kobayashi Maru") | Nominat   | [ 268 ]         |
| 2022 | Premis Golden Reel                                          | Assoliment destacat en edició de so: sèrie 1 hora: efectes/Foley                     | Matthew E. Taylor, Michael Schapiro, Harry Cohen, Katie Halliday, Andrew Twite, Clay Weber, Alyson Moore i Chris Moriana (per "Kobayashi Maru")                                | Nominat   | [ 268 ]         |
| 2022 | Premis Golden Reel                                          | Assoliment destacat en edició de so: sèrie 1 hora: música                            | Moira Marquis i Matea Prljevic (per "Kobayashi Maru") | Nominat   | [ 268 ]         |
| 2022 | Premis del Gremi de Maquilladors i Perruquers               | Millors Efectes Especials de Maquillatge en Sèries de Televisió i Nous Mitjans       | Glenn Hetrick, Rocky Faulkner, Nicola Bendrey i Chris Burgoyne | Guanyador | [ 269 ]         |
| 2022 | Premis Saturn                                               | Millor sèrie de ciència-ficció (streaming)                                           | Star Trek: Discovery | Nominat   | [ 270 ]         |
| 2023 | Premis de la Canadian Society of Cinematographers           | Cinematografia de sèries dramàtiques – Comercial                                     | Philip Lanyon (per "Coming Home") | Nominat   | [ 271 ]         |
| 2023 | Premis GLAAD Media                                          | Sèrie dramàtica destacada                                                            | Star Trek: Discovery | Nominat   | [ 272 ]         |
| 2023 | Premis NAACP Image                                          | Millor disseny de vestuari (televisió o cinema)                                      | Gersha Phillips, Carly Nicodemo, Heather Constable, Christina Cattle, Sheryl Willock, Becky MacKinnon                                                                          | Nominat   | [ 273 ]         |
| 2023 | OutRight Action International Celebration of Courage Awards | Outspoken Award                                                                      | Star Trek: Discovery | Guanyador | [ 274 ]         |
| 2024 | Black Reel TV Awards                                        | Millor actuació principal en una sèrie dramàtica                                     | Sonequa Martin-Green | Nominat   | [ 275 ]         |
| 2024 | Premis de l'Associació Professional de Hollywood            | Millor gradació de color: episodi d'acció real o llargmetratge no cinematogràfic     | Todd Bochner (per "Red Directive") | Nominat   | [ 276 ]         |
| 2024 | Premis de l'Associació Professional de Hollywood            | Efectes visuals destacats – Episodi o temporada de sèrie d'acció real                | Aleksandra Kochoska Dekovic, Brian Tatosky, Charles Collyer, Chelsea Wynne i Shawn Ewashko                                                                                     | Nominat   | [ 276 ]         |
| 2025 | Premis GLAAD Media                                          | Sèrie dramàtica destacada                                                            | Star Trek: Discovery | Nominat   | [ 277 ]         |
| 2025 | Premis Saturn                                               | Millor sèrie de televisió de ciència-ficció                                          | Star Trek: Discovery | Nominat   | [ 278 ]         |

### Demanda
L'agost de 2018, el desenvolupador de videojocs Anas Abdin va anunciar que demandaria la CBS per presumptament copiar elements del seu videojoc inèdit Tardigrades, incloent-hi grans tardígrads que ajuden els humans a viatjar per l'univers instantàniament, i personatges similars. La demanda va ser desestimada per la jutgessa Lorna G. Schofield el setembre de 2019, i va concloure que la sèrie i el videojoc no eren "substancialment similars des del punt de vista legal", i que les úniques similituds eren l'ambientació espacial i l'ús de tardígrads alienígenes. Abdin va apel·lar aquesta desestimació, però el Tribunal d'Apel·lacions dels EUA per al Segon Circuit va confirmar la decisió de Schofield l'agost de 2020.

## Mitjans relacionats

### Publicacions
El setembre de 2016, l'escriptora de Discovery Kirsten Beyer va anunciar que la CBS estava treballant amb IDW Publishing i Simon & Schuster per produir més contingut que girés al voltant de l'ambientació de la sèrie, començant amb almenys una novel·la i un còmic. Beyer, l'escriptora de moltes novel·les de Star Trek: Voyager, va explicar que treballaria amb el seu company novel·lista de Star Trek David Mack i el guionista de còmics de Star Trek Mike Johnson per garantir que tots els mitjans vinguessin del mateix lloc. El llançament dels llibres i còmics estava previst que coincidís amb l'estrena de la sèrie. Mack va descriure escriure al voltant de la continuïtat de Discovery com a "difícil d'encertar", ja que el període de temps és "poc detallat i gairebé únic dins de la continuïtat de Star Trek. Això va fer que fos un repte representar aquella època fidelment i alhora mantenir-se fidel als nous elements que s'introduïen" a la sèrie. Beyer va explicar a l'agost de 2017 que les novel·les i els còmics explicarien històries que la sèrie no tenia temps d'abordar però que milloraven la història general per als fans, tot i que no serien de lectura obligatòria per entendre la sèrie. Va dir que els guionistes de les obres relacionades i la sala de guionistes de la sèrie treballarien junts per no contradir-se, però si es desenvolupava una idea per a la sèrie que no funcionava amb alguna cosa establerta en un vincle, la sèrie tindria prioritat.
| Títol                | Autor               | Data                   | Descripció | ISBN              |
| -------------------- | ------------------- | ---------------------- | --- | ----------------- |
| Desperate Hours      | David Mack          | 26 de setembre de 2017 | Ambientada un any abans de Discovery i segueix Burnham a bord de l'USS Shenzhou. Fuller va demanar específicament que s'escrivís un llibre basat en aquesta premissa.                                 | 978-1-5011-6457-6 |
| Drastic Measures     | Dayton Ward         | 6 de febrer de 2018    | 10 anys abans que comenci Discovery, Georgiou i Lorca busquen "l'home a qui la història un dia marcarà com a 'Kodos el botxí'".                                                                       | 978-1-5011-7174-1 |
| Fear Itself          | James Swallow       | 5 de juny de 2018      | Saru intenta superar les seves pors com a Kelpien i convertir-se en un oficial d'èxit de la Flota Estel·lar.                                                                                          | 978-1-5011-6659-4 |
| The Way to the Stars | Una McCormack       | 8 de gener de 2019     | Aquesta novel·la segueix la Tilly als 16 anys i mostra els esdeveniments que la van inspirar a unir-se a la Flota Estel·lar.                                                                          | 978-1-9821-0475-7 |
| The Enterprise War   | John Jackson Miller | 30 de juliol de 2019   | Ambientada abans del final de la primera temporada de Discovery', aquesta novel·la segueix el capità Pike i la tripulació de l'USS Enterprise durant la guerra entre la Federació i els Klingon.      | 978-1-9821-1331-5 |
| Dead Endless         | Dave Galanter       | 17 de desembre de 2019 | Una versió alternativa de la tripulació de la Discovery, en un univers paral·lel, entra en contacte amb el Dr. Culber, un mort vivent, dins de la xarxa micelial.                                     | 978-1-9821-2384-0 |
| Die Standing         | John Jackson Miller | 14 de juliol de 2020   | Philippa Georgiou, agent de la Secció 31, troba una superarma que reconeix del seu univers, l'univers mirall.                                                                                         | 978-1-9821-3629-1 |
| Wonderlands          | Una McCormack       | 18 de maig de 2021     | Aquesta novel·la està ambientada durant l'any que Burnham passa amb Book al segle XXXII abans que la Discovery i la resta de la tripulació arribin del passat.                                        | 978-1-9821-5754-8 |
| Somewhere to Belong  | Dayton Ward         | 30 de maig de 2023     | Aquesta novel·la està ambientada després que la tripulació de la Discovery resolgui el misteri de la Cremada, però abans de l'aparició de la DMA, i fa que la Discovery es trobi amb el poble xahean. | 978-1-6680-0231-5 |

| Número                             | Data de llançament     | Col·lecció                     | Data de col·lecció | Descripció | ISBN              |
| ---------------------------------- | ---------------------- | ------------------------------ | --- | --- | ----------------- |
| The Light of Kahless, #1           | 29 de novembre de 2017 | The Light of Kahless           | 8 d'agost de 2018 | Escrit per Mike Johnson i Kirsten Beyer, amb dibuixos de Tony Shasteen, The Light of Kahless se centra en T'Kuvma i els seus seguidors..                                                                                                 | 978-1-63140-989-9 |
| The Light of Kahless, #2           | 24 de gener de 2018    | The Light of Kahless           | 8 d'agost de 2018 | Escrit per Mike Johnson i Kirsten Beyer, amb dibuixos de Tony Shasteen, The Light of Kahless se centra en T'Kuvma i els seus seguidors..                                                                                                 | 978-1-63140-989-9 |
| The Light of Kahless, #3           | 14 de març de 2018     | The Light of Kahless           | 8 d'agost de 2018 | Escrit per Mike Johnson i Kirsten Beyer, amb dibuixos de Tony Shasteen, The Light of Kahless se centra en T'Kuvma i els seus seguidors..                                                                                                 | 978-1-63140-989-9 |
| The Light of Kahless, #4           | 30 de maig de 2018     | The Light of Kahless           | 8 d'agost de 2018 | Escrit per Mike Johnson i Kirsten Beyer, amb dibuixos de Tony Shasteen, The Light of Kahless se centra en T'Kuvma i els seus seguidors..                                                                                                 | 978-1-63140-989-9 |
| Succession, #1                     | April 18, 2018         | Succession                     | 9 d'octubre de 2018 | Escrit de nou per Beyer i Johnson, Star Trek: Discovery Annual se centra en la investigació de la xarxa micel·lar de Stamets, mentre que Succession amplia l’arc argumental de l'Univers Mirall de la primera temporada.                 | 978-1-68405-360-5 |
| Succession, #2                     | 23 de maig de 2018     | Succession                     | 9 d'octubre de 2018 | Escrit de nou per Beyer i Johnson, Star Trek: Discovery Annual se centra en la investigació de la xarxa micel·lar de Stamets, mentre que Succession amplia l’arc argumental de l'Univers Mirall de la primera temporada.                 | 978-1-68405-360-5 |
| Succession, #3                     | 4 de juliol de 2018    | Succession                     | 9 d'octubre de 2018 | Escrit de nou per Beyer i Johnson, Star Trek: Discovery Annual se centra en la investigació de la xarxa micel·lar de Stamets, mentre que Succession amplia l’arc argumental de l'Univers Mirall de la primera temporada.                 | 978-1-68405-360-5 |
| Succession, #4                     | 1 d'agost de 2018      | Succession                     | 9 d'octubre de 2018 | Escrit de nou per Beyer i Johnson, Star Trek: Discovery Annual se centra en la investigació de la xarxa micel·lar de Stamets, mentre que Succession amplia l’arc argumental de l'Univers Mirall de la primera temporada.                 | 978-1-68405-360-5 |
| Star Trek: Discovery Annual 2018   | 4 d'abril de 2018      | Succession                     | 9 d'octubre de 2018 | Escrit de nou per Beyer i Johnson, Star Trek: Discovery Annual se centra en la investigació de la xarxa micel·lar de Stamets, mentre que Succession amplia l’arc argumental de l'Univers Mirall de la primera temporada.                 | 978-1-68405-360-5 |
| Aftermath, #1                      | 4 de setembre de 2019  | Aftermath                      | 14 d'abril de 2020 | Un número one-shot explora Saru com a capità interí en una missió única, i Aftermath cobreix el temps després que el Discovery viatgi al futur al final de la segona temporada i abans que Spock torni al servei a bord de l'Enterprise. | 978-1-68405-650-7 |
| Aftermath, #2                      | 25 de setembre de 2019 | Aftermath                      | 14 d'abril de 2020 | Un número one-shot explora Saru com a capità interí en una missió única, i Aftermath cobreix el temps després que el Discovery viatgi al futur al final de la segona temporada i abans que Spock torni al servei a bord de l'Enterprise. | 978-1-68405-650-7 |
| Aftermath, #3                      | 20 de novembre de 2019 | Aftermath                      | 14 d'abril de 2020 | Un número one-shot explora Saru com a capità interí en una missió única, i Aftermath cobreix el temps després que el Discovery viatgi al futur al final de la segona temporada i abans que Spock torni al servei a bord de l'Enterprise. | 978-1-68405-650-7 |
| Captain Saru                       | 13 de març de 2019     | Aftermath                      | 14 d'abril de 2020 | Un número one-shot explora Saru com a capità interí en una missió única, i Aftermath cobreix el temps després que el Discovery viatgi al futur al final de la segona temporada i abans que Spock torni al servei a bord de l'Enterprise. | 978-1-68405-650-7 |
| Adventures in the 32nd Century, #1 | 2 de març de 2022      | Adventures in the 32nd Century | Escrit per Mike Johnson i Kirsten Beyer, amb art d'Angel Hernandez, Aventures al segle XXXII se centra en una infinitat de personatges, com ara Grudge, l'alferes Adira Tal, la tinent Keyla Detmer i l'oficial científic Linus.. | 978-1-68405-939-3 |                   |
| Adventures in the 32nd Century, #2 | 6 d'abril de 2022      | Adventures in the 32nd Century | Escrit per Mike Johnson i Kirsten Beyer, amb art d'Angel Hernandez, Aventures al segle XXXII se centra en una infinitat de personatges, com ara Grudge, l'alferes Adira Tal, la tinent Keyla Detmer i l'oficial científic Linus.. | 978-1-68405-939-3 |                   |
| Adventures in the 32nd Century, #3 | 4 de maig de 2022      | Adventures in the 32nd Century | Escrit per Mike Johnson i Kirsten Beyer, amb art d'Angel Hernandez, Aventures al segle XXXII se centra en una infinitat de personatges, com ara Grudge, l'alferes Adira Tal, la tinent Keyla Detmer i l'oficial científic Linus.. | 978-1-68405-939-3 |                   |
| Adventures in the 32nd Century, #4 | 8 de juny de 2022      | Adventures in the 32nd Century | Escrit per Mike Johnson i Kirsten Beyer, amb art d'Angel Hernandez, Aventures al segle XXXII se centra en una infinitat de personatges, com ara Grudge, l'alferes Adira Tal, la tinent Keyla Detmer i l'oficial científic Linus.. | 978-1-68405-939-3 |                   |

### Videojocs
A l'agost de 2017, es va programar afegir hores de contingut basat en Discovery al videojoc Star Trek Timelines, incloent-hi la presentació de Michael Burnham i Saru com a nous membres de la tripulació del joc i noves naus de la sèrie, de la Federació i d'altres. Es va dur a terme un Megaesdeveniment d'un mes de durada basat en la sèrie al joc per coincidir amb l'estrena de la sèrie. El juliol de 2018, es va anunciar un vincle amb el joc Star Trek Online titulat Age of Discovery. Ambientat durant la primera temporada de la sèrie, l'esdeveniment introdueix una història ambientada a l'USS Glenn i inclou el personatge Sylvia Tilly. Wiseman va tornar per posar-li la veu al personatge. Altres elements inspirats en la sèrie incloïen nous dissenys de naus estel·lars i klíngon. El gener de 2020, Martin-Green va posar la veu a Burnham per a l'expansió "Legacy" de Star Trek Online que celebrava els 10 anys del joc.

### Aftershows

#### After Trek
La CBS va anunciar un aftershow oficial de la sèrie per a Discovery el 2017. Titulat After Trek, és similar a Talking Dead d'AMC, una complementària de The Walking Dead, i va ser presentada per Matt Mira. La sèrie s'emetia després de cada episodi de Discovery, i comptava amb un panell rotatiu de convidats, incloent-hi membres del repartiment i l'equip de Discovery, antics actors de Star Trek i famosos Trekkies. Va ser produïda per Embassy Row i Roddenberry Entertainment.

#### The Ready Room
La CBS va anunciar el juny de 2018 que After Trek es reimaginaria per a la segona temporada de Discovery. Va ser substituïda per un nou programa posterior a l'espectacle d'estil d'entrevistes anomenat The Ready Room, presentat per Naomi Kyle, que es transmetia setmanalment a Facebook Live.  L'actor de Star Trek: La nova generació Wil Wheaton va assumir el càrrec d'amfitrió de The Ready Room per a la tercera temporada de Discovery.

## Expansió de la franquícia i sèries derivades
El juny de 2018, després de convertir-se en l'únic productor creador de Discovery, Kurtzman va signar un contracte global de cinc anys amb CBS Television Studios per expandir la franquícia Star Trek més enllà de Discovery a diverses sèries, minisèries i sèries animades noves. Kurtzman volia "obrir aquest món" i crear múltiples sèries ambientades al mateix univers però amb les seves pròpies identitats, un enfocament que va comparar amb l’Univers Cinematogràfic Marvel (MCU). Va afegir que "pondria la seva opinió de manera significativa en tots els moments crítics" de cada nova sèrie. CBS i Kurtzman van començar a referir-se a la franquícia ampliada com l'"Univers 'Star Trek" a la San Diego Comic-Con de 2019, i, segons Kurtzman, a l'abril de 2021 es van celebrar reunions mensuals amb els productors creadors de cada nova sèrie per permetre la coordinació entre les diferents sèries i garantir que "no es trepitgessin els peus", segons Kurtzman.
A més de Picard, Lower Decks, Prodigy, i Starfleet Academy, la franquícia ampliada inclou diverses sèries derivades directes de Star Trek: Discovery:

### Star Trek: Short Treks
Kurtzman va anunciar el juliol de 2018 que es publicaria una sèrie complementària de curtmetratges entre les temporades de Discovery per "oferir històries amb final tancat mentre revelen pistes sobre el que vindrà en futurs episodis de Star Trek: Discovery. També presentaran al públic nous personatges que poden habitar el món més ampli de Star Trek."

### Star Trek: Strange New Worlds
Després que Mount deixés Discovery després del final de la segona temporada, els fans van començar a trucar perquè reprengués el seu paper de Christopher Pike en una sèrie derivada ambientada a l'USS Enterprise, al costat de Rebecca Romijn com a Una Chin-Riley i Ethan Peck com a Spock. Kurtzman va confirmar que el desenvolupament d'aquesta sèrie havia començat el gener de 2020, i Paramount+ va encarregar la sèrie derivada, titulada Star Trek: Strange New Worlds, el maig de 2020.

### Star Trek: Section 31
El novembre de 2018, Michelle Yeoh estava en converses amb la CBS per protagonitzar una sèrie derivada com el seu personatge Philippa Georgiou que presentaria l'organització secreta Secció 31. L'abril de 2023, Paramount+ va anunciar que el projecte avançava com una "pel·lícula d'esdeveniments" en streaming. Yeoh repetia el seu paper a la pel·lícula, escrita per Craig Sweeny i dirigida per Olatunde Osunsanmi.